# المجموعة الشمسية

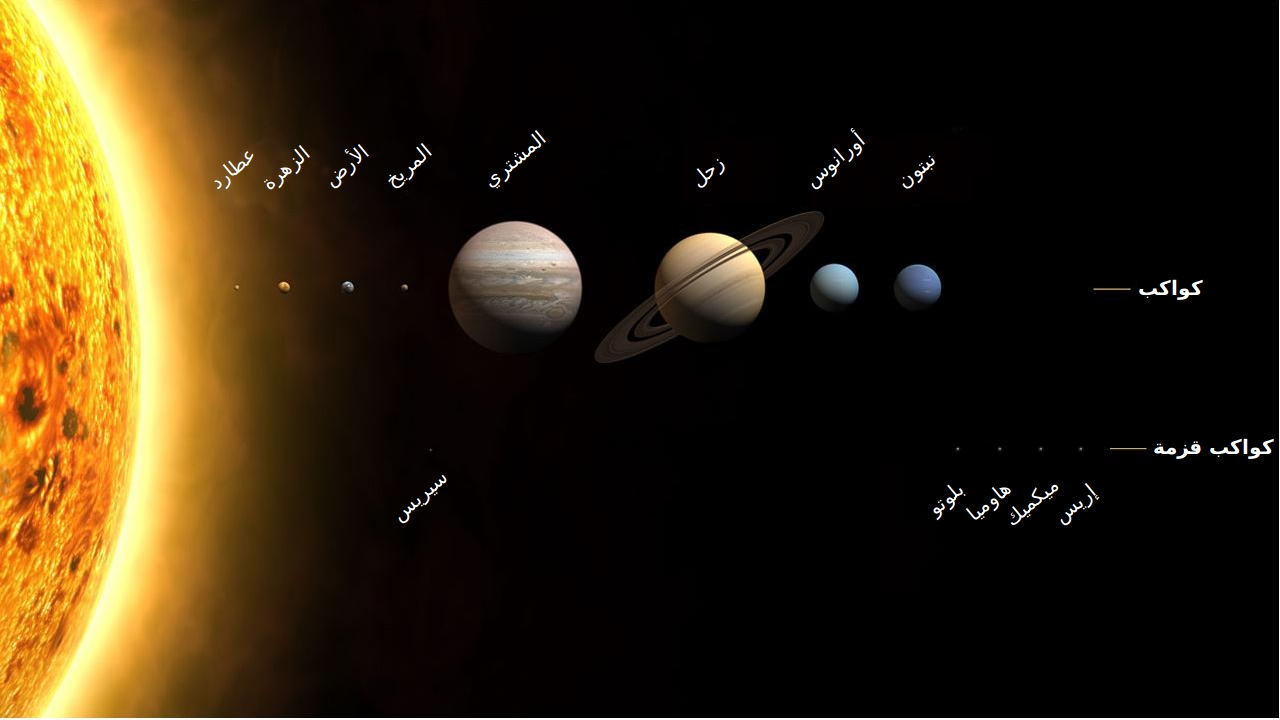
رسم للنظام الشمسي (يَعتمد على المقاييس الحقيقية للكواكب والشمس).

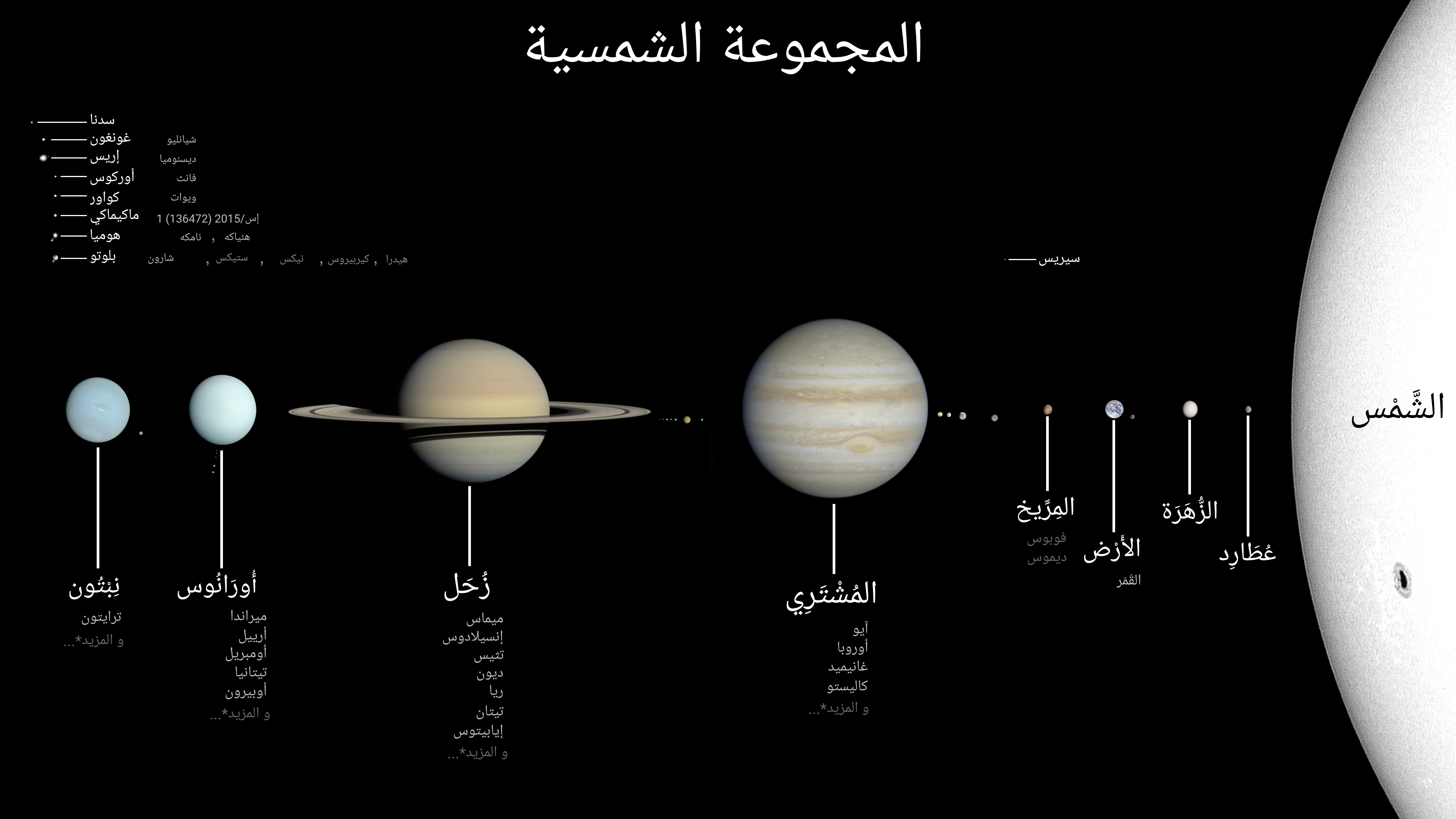

النظام الشمسي أو المجموعة الشمسية أو المنظومة الشمسية هي النظام الكوكبي الذي يتكون من الشمس وجميع ما يَدور حولها من أجرام بما في ذلك الأرض والكواكب الأخرى. يَشمل النظام الشمسي أجراماً أخرى أصغر حجماً هي الكواكب القزمة والكويكبات والنيازك والمذنبات، إضافة إلى سحابة رقيقة من الغاز والغبار تعرف بالوسط بين الكوكبي.
تدور أيضا حول الشمس ولكن بشكل غير مباشر توابع الكواكب التي تسمى الأقمار الطبيعية أو اختصارا الأقمار، والتي يَبلغ عددها أكثر من 150 قمرًا معروفًا في النظام الشمسي، معظمها تدور حول العمالقة الغازية. اثنين من هذه الأقمار أكبر حجماً من الكوكب عطارد.
يبقى أكبر جرم في النظام الشمسي وأهم هذه الأجرام طبعاً هو الشمس، النجم الذي يَقع في مركز النظام ويَربطه بجاذبيته، فكتلتها تبلغ 99.9% من كتلة النظام بأكمله، ويأخذ كوكب المشترى حصة الأسد مما لم تأخده الشمس.
الشمس هي التي تشع الضوء والحرارة اللَّذين يَجعلان الحياة على الأرض مُمكِنَة، وهي مع ذلك ليست إلا نجماً متوسط الحجم. وتأتي بعد الشمس الكواكب، حيث توجد في النظام الشمسي ثمانية كواكب هي بالترتيب حسب البعد عن الشمس: عطارد والزهرة والأرض والمريخ (الكواكب الصخرية) والمشتري وزحل وأورانوس ونبتون (العمالقة الغازية). يتكون الكوكبان الأكبر حجماً المشتري وزحل أساساً من الهيدروجين والهيليوم؛ بينما الكوكبان الآخران والأكثر بعداً عن الشمس، أورانوس ونبتون فيتكونان من مواد ذات نقط انصهار أكثر ارتفاعاً نسبياً من الهيدروجين والهيليوم. الماء والأمونيا والميثان أمثلة على ذلك. جميع كواكب النظام الشمسي الثمانية تدُرن في مسار شبه دائري حول الشمس، في مستوى موجود في قرص كاد أن يكون مسطحاً يسمى مسار النظام الشمسي.
توجد العديد من أجرام النظام الشمسي التي يُمكِنُ رؤيتها بالعين المجردة غير الشمس والقمر، ومن الكواكبِ هذهِ الأجرامُ هيَ عطارد والزهرة والمريخ والمشتري وزحل، وأحياناً ألمع الكويكبات والمذنبات االعابرة أيضاً، إضافة إلى النيازك حيث يُمكن رؤيتها حين تدخل جو الأرض وتحترق مُكوِّنةً الشهب. وطبعاً يُمكِنُ رؤية أكثر بكثيرٍ من ذلك من أجرام النظام الشمسي باستخدام المقراب.
يَعتقد معظم الفلكيين حالياً بأن النظام الشمسي قد وُلد قبل 4.6 مليارات سنة من سحابة ضخمة من الغاز والغبار تعرف بالسَّديم الشَّمسيّ. وحسب هذه النظرية، بدأ هذا السَّديم بالانهيار على نفسه نتيجةً لجاذبيته التي لم يَستطع ضغطه الداخلي مقاومتها. وقد جُذِبَت معظم مادَّة السديم الشمسي إلى مركزه، حيث تكونت الشمس فيه. ويُعتَقَد أنّ جسيماتٍ صغيرةً ممَّا بقي من مادة تراكمت مع بضعها بعد ذلك مكونة أجساماً أكبر فأكبر، حتى تحوَّلت إلى الكواكب الثمانية، وما بقي منها تحول إلى الأقمار والكويكبات والمذنبات.

## اكتشاف ومعرفة النظام الشمسي
لعدة آلاف من السنين، ميز البشر وجود نظام شمسي (مع بعض الاستثناءات الكبيرة). اعتقد البشر أن الأرض ثابتة وتشكل مركز الكون، وتختلف بشكل كامل عن الأجرام المتحركة في السماء. على الرغم من أن الفيلسوف الإغريقي أرسطرخس الساموسي اعتقد بأن الشمس تشكل مركز الكون. كان نيكولاس كوبرنيكوس أول من طور نموذجاً رياضياً حول مركزية الشمس والنظام الشمسي. سار في نهجه في القرن السابع عشر جاليليو جاليلي وإسحاق نيوتن ويوهانس كيبلر في تطوير المفاهيم الفيزيائية التي أدت إلى القبول التدريجي بدوران الأرض حول الشمس، وبأن الكواكب تسير بنفس القوانيين الفيزيائية التي تسير الأرض.
مكّن تطور التلسكوبات والمسابير في الآونة الأخيرة من اكتشاف ظواهر جيولوجية كالجبال والفوهات الصدمية وظواهر الأرصاد الجوية الفصلية كالغيوم والعواصف الرملية والقبعات الجليدية على كواكب أخرى غير الأرض، (يُمكن رؤية الجدول الزمني لاكتشاف الكواكب والأقمار داخل المجموعة الشمسية).

## بنية المجموعة الشمسية

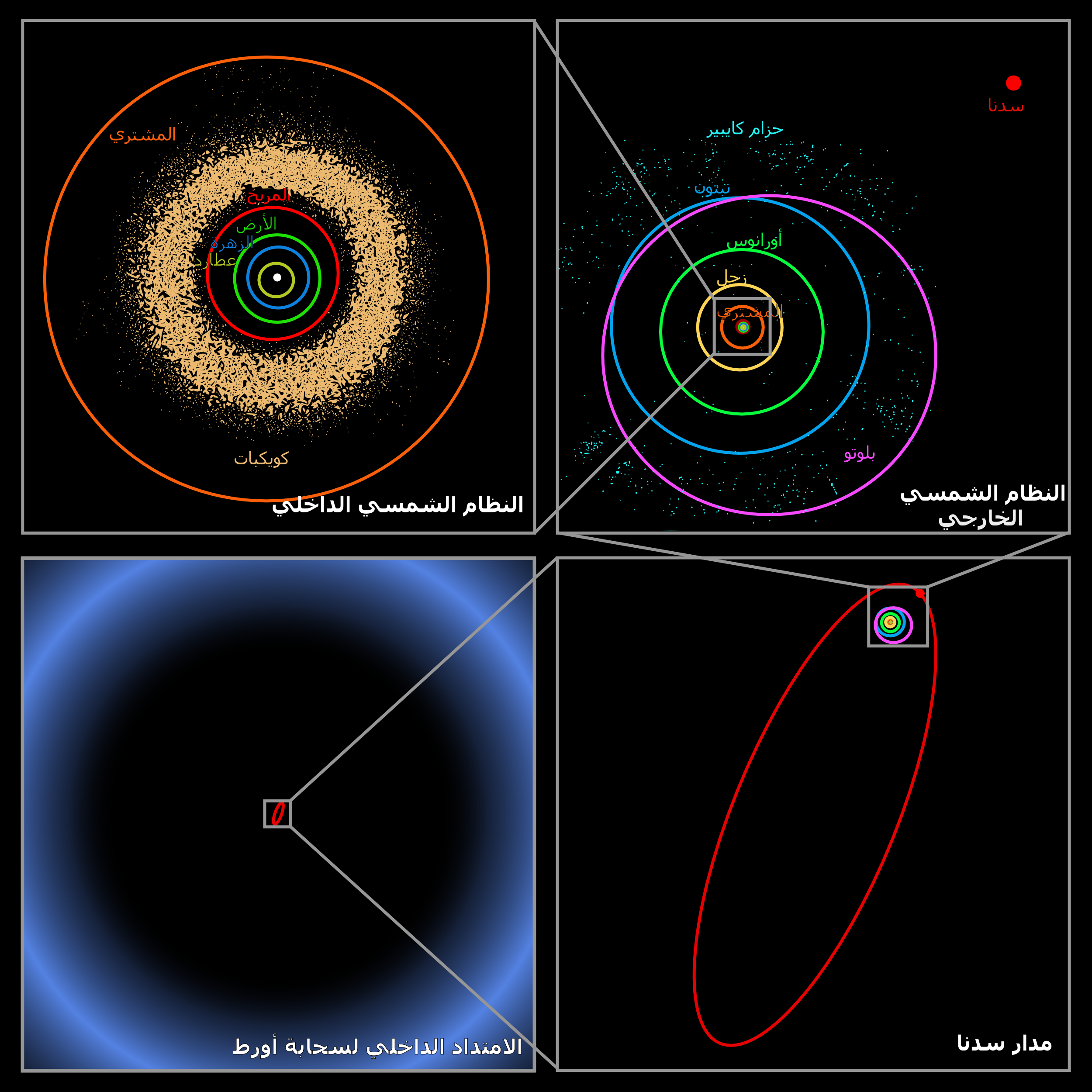
مدارت أجرام المجموعة الشمسية وفق مقياس رسم (عكس اتجاه عقارب الساعة من القمة إلى اليسار).

تشكل الشمس العنصر الرئيسي في المجموعة الشمسية، وهي نجم ينتمي إلى التصنيف النجمي G2، وتشكل كتلة الشمس 99.86 من كتلة كل المجموعة الشمسية وتسيطر على حركة المجموعة بفعل جاذبيتها. تشكل كتلة الكواكب الغازية الأربعة (المشتري وزحل وأورانوس ونبتون) حوالي 99% من الكتلة المتبقية للنظام الشمسي. ويشكل المشتري وزحل ما يزيد عن 90% من كتلة العمالقة الغازية الأربعة.[c]
معظم الأجسام الكبيرة التي تدور حول الشمس موجودة في مستوي الأرض والذي يدعى مسار الشمس. فالكواكب قريبة جداً من مسار الشمس بينما المذنبات وأجرام حزام كايبر غالباً ما تكون مُتَمَوْضِعة في زوايا أكبر بكثير عن مسار الشمس. تدور كل الكواكب ومعظم الأجرام حول الشمس مع اتجاه دوران الشمس حول نفسها (باتجاه عكس عقارب الساعة إذا شاهدناها من فوق القطب الشمالي للشمس)، لكن توجد بعض الاستثناءات مثل مذنب هالي. أيضاً جميع الكواكب (عدا الزهرة وأورانوس) تغزل حول نفسها باتجاه عكس عقارب الساعة إذا ما شاهدناها من القطب الشمالي. يغزل الزهرة وأورانوس باتجاه عقارب الساعة. هناك أيضاً كواكب قزمة لها دوران مغزلي مختلف تماماً مثل بلوتو.
يظهر الشكل العام للمجموعة الشمسية على الشكل التالي: في المركز تقع الشمس يدور حولها أربع كواكب داخلية صغيرة نسبياً، هذه الكواكب محاطة بحزام من الكويكبات، تيلهم العمالقة الغازية الأربعة المحاطة بدورها بحزام كايبر المؤلف من أجرام جليدية. يُقسم الفلكيين أحياناً المجموعة الشمسية تبعاً إلى البنية إلى قسمين رئيسيين: النظام الشمسي الداخلي المؤلف من الكواكب الصخرية الأربعة وحزام الكويكبات، والنظام الشمسي الخارجي الذي يتألف من الأجرام التي تقع خلف حزام الكويكبات ومن ضمنها العمالقة الغازية الأربعة. منذ اكتشاف حزام كايبر فإن الجزء الأبعد في النظام الشمسي يعد منطقة فريدة والأجرام الموجودة هناك تدعى بأجرام ما بعد نبتون.
تصف قوانين كبلر لحركة الكواكب دوران الأجرام حول الشمس. وتبعا لقوانين كبلر تدور جميع أجرام النظام الشمسي حول الشمس في مدارات على شكل قطع ناقص وتشغل الشمس إحدى بؤرتيه. تدور الكواكب الأقرب إلى الشمس بسرعة أعلى بسبب تأثرها بجاذبية الشمس. تختلف مسافة الأجرام المتحركة على مسار بشكل قطع ناقص عن الشمس على مدار السنة. تدعى النقطة التي يكون فيها الجرم أقرب ما يمكن للشمس بالحضيض، في حين تدعى النقطة التي يكون فيها الجرم أبعد ما يمكن عن الشمس بالأوج. يكون مدار الكواكب قريب من الدائري، في حين مدار المذنبات وأجرام حزام كيبلر على شكل قطع ناقص حاد (الفرق بين المحورين الرئيسي والصغير كبير جدا).
بسبب اتساع المجموعة فإن مدارات العديد من الأجرام عن الشمس تتناسب مع بعد مدار هذه الأجرام عن الجرم الذي يليه مع بعض الاستثناءات. وبالتالي فإن الجرم ذو المسافة الأبعد عن الشمس الموجود في حزام كايبر يمثل أبعد مسافة بينه وبين الجرم الذي يسبقه في المجموعة الشمسية. فعلى سبيل المثال يبعد الزهرة مسافة 0.33 وحدة فلكية عن عطارد في حين يبعد زحل عن المشتري مسافة 4.3 وحدة فلكية ونبتون عن أورانوس 10.5 وحدة فلكية. وقد بذلت محاولات لإيجاد علاقة رياضية بين هذه المسافات لمحاولة تفسير هذه الظاهرة (مثل قانون تيتوس-بود) لكن لم تنتج عنها أي نظرية تفسر ذلك.
تملك معظم الكواكب في المجموعة الشمسية نظام ثانوي خاص بها. بحيث يدور حولها أجرام أخرى تدعى أقمار طبيعية أو توابع. يوجد قمران أكبر من عطارد (أصغر كواكب المجموعة الشمسية). كما تحاط الكواكب الغازية بحلقات الكواكب، وهي حزم من الجسيمات الصغيرة تدور حول الكوكب. معظم الأقمار الضخمة تدور حول كوكبها في حركة تزامنية بحيث يواجه أحد وجهي القمر الكوكب بشكل دائم.
تتركب أجرام النظام الداخلي من الصخور بشكل أساسي، وتكون مجمل هذه المركبات مؤلفة من عناصر ذات نقطة انصهار عالية مثل السيليكا والحديد أوالنيكل، بحيث يبقى صلب في جميع ظروف السديم الكوكبي الأولي.
يتركب زحل والمشتري بشكل رئيسي من الغازات والتي تملك نقطة انصهار منخفضة جدا وضغط تبخر عالي مثل هيدروجين جزيئي والهيليوم والنيون بحيث يبقى في الحالة الغازية دائما أثناء التشكل السديمي.
يملك الجليد مثل جليد الماء والميثان والأمونيا وكبريتيد الهيدروجين وأكسيد الكربون نقطة غليان أقل من مئة كلفن. ويعتمد الطور الذي توجد فيه على ضغط ودرجة حرارة الوسط المحيط. يمكن أن توجد هذه المركبات بالطور الصلب أو السائل أو الجليدي في عدة مناطق من المجموعة الشمسية، بينما كانت في الحالة الغازية أو الصلبة أثناء مرحلة السديم.
تشكل المركبات الجليدية المركب الأساسي لأقمار الكواكب الغازية بالإضافة إلى أن معظم أورانوس ونبتون يتألف من الجليد، لذلك يدعيان بالعملاق الجليدي، كذلك أعداد هائلة من الأجرام التي تتوضع خلف مدار نبتون. ويشار إلى التركيب الغازي والجليدي بالمتطاير.
| كوكب                                 | عطارد   | الزهرة   | الأرض     | المريخ | المشتري | زحل     | أورانوس | نبتون   |
| رمز                                  |         |          |           |        |         |         |         |         |
| كتلة (1024 كغم)                      | 0.330   | 4.87     | 5.97      | 0.642  | 1899    | 568     | 86.8    | 102     |
| الكتلة بالنسبة للأرض                 | 0.055   | 0.816    | 1         | 0.107  | 318     | 95.1    | 14.5    | 17.1    |
| القطر (كم)                           | 4,878   | 12,104   | 12,756    | 6,794  | 142,984 | 120,536 | 51,118  | 49,528  |
| القطر بالنسبة للأرض                  | 0.382   | 0.949    | 1         | 0.533  | 11.2    | 9.45    | 4.01    | 3.88    |
| الكثافة (غرام لكل سم مكعب)           | 5.427   | 5.243    | 5.515     | 3.933  | 1.326   | 0.687   | 1.270   | 1.638   |
| سرعة الهروب (كم / ث)                 | 4.3     | 10.4     | 11.2      | 5.0    | 59.5    | 35.5    | 21.3    | 23.5    |
| مدة الدوران حول المحور (ساعات)       | 1,407.6 | 5,832.5- | 23.93     | 24.6   | 9.9     | 10.7    | 17.2-   | 16.1    |
| طول اليوم (ساعات)                    | 4,222.6 | 2,802.0  | 24.0      | 24.7   | 9.9     | 10.7    | 17.2    | 16.1    |
| المسافة من الشمس (1000,000 كم)       | 57.9    | 108.2    | 149.6     | 227.9  | 778.6   | 1,433.5 | 2,872.5 | 4,495.1 |
| المسافة من الشمس (AU)                | 0.39    | 0.72     | 1.00      | 1.52   | 5.20    | 9.58    | 19.20   | 30.05   |
| مدة الدوران حول الشمس (أيام)         | 87.9691 | 224.7    | 365.25636 | 687.0  | 4,331   | 10,747  | 30,589  | 59,800  |
| السرعة المدارية (كم / ث)             | 47.9    | 35.0     | 29.8      | 24.1   | 13.1    | 9.7     | 6.8     | 5.4     |
| ميل المدار بالنسبة لمستوى الملكي (°) | 7.0     | 3.4      | 0.0       | 1.9    | 1.3     | 2.5     | 0.8     | 1.8     |
| اكسنتريوة                            | 0.205   | 0.007    | 0.017     | 0.094  | 0.049   | 0.057   | 0.046   | 0.011   |
| ميل محور الدوران (°)                 | 0.01    | 177.4    | 23.439281 | 25.2   | 3.1     | 26.7    | 97.8    | 28.3    |
| متوسط درجة الحرارة (درجة مئوية)      | 167     | 464      | 15        | 65-    | 110-    | 140-    | 195-    | 200-    |
| ضغط الهواء السطحي (بار)              | 0       | 92       | 1.014     | 0.01   | ?       | ?       | ?       | ?       |

## التشكل والتطور
تشكلت المجموعة الشمسية نتيجة انهيار في جاذبية سحابة جزيئية عملاقة قبل 4.568 مليار سنة. ومن المرجح أن هذه السحابة الأولية عبرت العديد من السنين الضوئية ومن الممكن أنها ساهمت في ولادة العديد من النجوم.
تعرف المنطقة التي بدأت عندها تشكل المجموعة الشمسية بسديم الشمس الأولي، عند انهيارها حافظت على العزم الزاوي ما جعلها تدور بشكل أسرع. تجمعت معظم الكتلة في المركز وازدادت درجة حرارة المركز بحيث أصبحت أعلى من محيط القرص. وكلما تقلص السديم ازداد الدوران حتى بدأ يتسطح على شكل قرص كوكبي دوار بقطر 200 وحدة فلكية تقريبا ويبقى النجم الأولي الحار في المركز. يعتقد أن الشمس عند هذه المرحلة كانت نجم تي الثور. تظهر الدراسات حول نجوم تي الثور أنها تترافق مع قرص من مواد الكوكب الأولي بكتلة تتراوح بين 0.001إلى 0.1 من كتلة الشمس، وهذا يدل على أن غالبية كتلة السديم بقيت في النجم نفسه. ونتجت الكواكب من تنامي هذا القرص.
في غضون 50 مليون سنة، أصبح ضغط وكثافة الهيدروجين في قلب النجم الأولي كبير بما فيه الكفاية لبدأ تفاعلات الاندماج النووي. ازدادت كل من درجة الحرارة ومعدل التفاعل والضغط والكثافة حتى وصلت إلى نقطة التوازن الهيدروستاتيكي، بحيث أصبحت الطاقة الحرارية تعاكس قوة الجاذبية لتصبح الشمس في هذه المرحلة تتبع لتصنيف النسق.

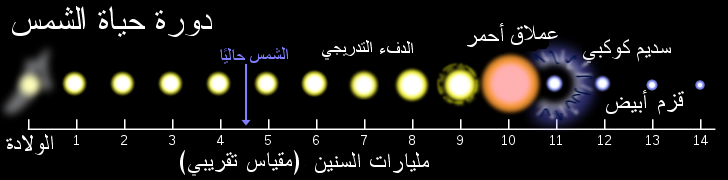
دورة حياة الشمس.

تبقى الشمس الموجودة اليوم حتى تبدأ بالتطور من مرحلة النسق الأساسي وفق تصنيف هرتزشبرونج-راسل. فبعد أن تستنزف الشمس وقودها الهيدروجيني السطحي سيميل خرج الطاقة إلى الانخفاض مسببة انكماشها على نفسها، مما يؤدي إلى ازدياد الضغط ودرجة الحرارة في نواة الشمس، ونتيجة لذلك تصبح عملية الحرق أسرع ويزداد لمعانها بمعدل 10% كل 1.1 مليار سنة.
بعد حوالي 5.4 مليارات سنة من الآن، سيتحول كل الهيدروجين في قلب نواة الشمس إلى هيليوم لتنتهي مرحلة النسق الأساسي عندما تنتهي تفاعلات الهيدروجين. ستتقلص النواة أكثر، مسببة ازدياد في الضغط والحرارة مسببة تفاعلات نووية للهليوم، الذي يحترق في النواة عند درجة حرارة أعلى. ليصبح الخرج الحراري للشمس أكثر بكثير مما كان عليه في مرحلة النسق الأساسي. وفي هذا الوقت تتمدد الطبقة الخارجية للشمس حوالي 260 مرة من قطرها الأساسي، لتصبح الشمس عملاق أحمر. بسبب الازدياد الكبير في مساحة السطح، فإن حرارة سطح الشمس أقل بكثير مما كان عليه في مرحلة النسق الأساسي (2600 كلفن كحد أدنى).
أخيرا، يستنزف الهيلوم بشكل سريع في النواة بشكل أسرع بكثير مما كان يستنزف الهيدروجين، حتى أن مرحلة حرق الهيليوم تمثل جزء بسيط من وقت مرحلة حرق الهيدروجين. وبما أن الشمس غير كبيرة بما فيه الكفاية لحرق العناصر الأثقل من الهيليوم، يتضائل التفاعل النووي في قلب الشمس، وتتسرب الطبقة الخارجية منها بعيدا في الفضاء لتبقى الشمس كقزم أبيض ذو كثافة عالية. وتبقى الشمس بحوالي نصف كتلتها الأصلية ولكن بحجم يعادل حجم الأرض  أما الطبقات المتسربة فتشكل سديم كوكبي، فيما تعود بعض المواد التي شكلت الشمس إلى مواد ما بين نجمية.

## الشمس

المنطقة المرئية من الشمس.

الشمس هي نجم المجموعة الشمسية، وهي العنصر الرئيسي وأكبر كتلة في المجموعة (تبلغ كتلتها حوالي 332,900 ضعف كتلة الأرض). الكثافة والحرارة المنتجة في قلب نواة الشمس كافيان لبقاء التفاعلات النووية، والتي تحرر كميات كبيرة من الطاقة أعظمها على شكل طاقة إشعاعية إلى الفضاء الخارجي مثل الإشعاعات الكهرومغناطيسية. تصل ذروته لما بين أربع مائة وسبع مائة نانومتر. تدعى هذه الحزمة الضوء المرئي.
تصنف الشمس قزما أصفر من النوع G2. لكن هذا الاسم مضلل مقارنة بباقي النجوم في مجرتنا، حيث أن الشمس أكبر وأكثر لمعانا.
تصنف النجوم وفق تصنيف هرتزشبرونج-راسل، معتمدا على تمثيل النجوم على مخطط تبعا للمعانه بسبب درجة حرارته السطحية. بشكل عام تكون النجوم ذات درجة الحرارة الأعلى أكثر لمعانا. تدعى النجوم اللائي يتبعن هذا التصنيف باسم نجم نسق أساسي.
تتموضع الشمس في يمين منتصف هذا المخطط.
على أي حال، النجوم الأكثر حرارة ولمعانا من الشمس نادرة. بينما تدعى النجوم الباهتة والأكثر برودة بقزم أحمر، وهي الأكثر شيوعا في المجرة وتشكل حوالي 85% مِن نجوم مجرتنا.
يعتقد أن الشمس المتموضعة ضمن النسق الأساسي هي في مقتبل العمر لأنها لم تستنفذ وقودها الهيدروجيني في الاندماج النووي، وكلما تقدم العمر بالشمس، كلما ازدادت لمعانا. في وقت مبكر من تاريخها كان لمعانها يعادل 70% من لمعانها الحالي.
الشمس نجم غني بالمعادن، فقد ولدت في مرحلة متأخرة من تطور الكون، لذلك تحتوي على عناصر أثقل من الهيدروجين والهيليوم من النجوم الأقدم. تتشكل العناصر الأثقل من الهيدروجين والهيليوم في نواة النجوم القديمة والمتفجرة. لذلك فالجيل الأول من هذه النجوم قد مات قبل أن يتسنى إغناء الكون بهذه العناصر. يعتقد أن التركيب الغني بالمعادن للشمس لعب دورا هاما في تشكل النظام الشمسي نظرا لتكون الكواكب من تراكبات المعادن.

## الوسط بين الكواكب

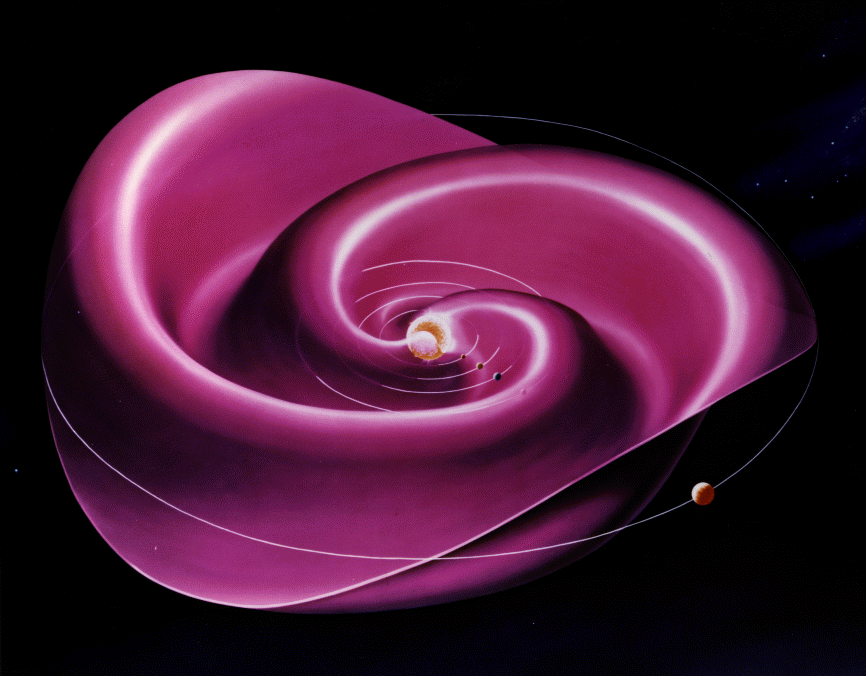
تيار الغلاف الشمسي الدوري.

تشع الشمس على طول الضوء جسيمات مشحونة تعرف بالرياح الشمسية. ينتشر تيار الجسيمات نحو الخارج بسرعة 1.5 مليون كيلومتر في الساعة تقريبا، مشكلا غلاف رقيق يتغلغل خارج النظام الشمسي لـ 100 وحدة فلكية على الأقل. عرف هذا بالوسط بين الكواكب. تخل العواصف الجيومغناطيسية مثل الانفجارات الشمسية واللفظ الكتلي الإكليلي في الغلاف الشمسي وينشا عنها ما يعرف التجوية الفضائية.
البنية الأكبر من الغلاف الشمسي هي تيار الغلاف الشمسي الدوري وهو شكل لولبي ينشأ نتيجة التفاعل بين دوران الحقل المغناطيسي الشمسي في الوسط بين الكوكبي.
يُحافظ الحقل المغناطيسي الأرضي على الغلاف الجوي من الإفلات من محيط الأرض مع الرياح الشمسية. ونتيجة عدم وجود حقل مغناطيسي للمريخ والزهرة، فإن غلافهما الجوي سيفلت بشكل تدريجي مع الرياح الشمسية.
اللفظ الكتلي الإكليلي وأحداث مشابه، تهب مع الحقل المغناطيسي محملة بكميات هائلة من الجسيمات من سطح الشمس. يتفاعل هذا الحقل المغناطيسي والجسيمات مع الحقل المغناطيسي الأرضي في الطبقات العليا من الغلاف الجوي، وينتج عن هذا ظاهرة الشفق التي تظهر قرب القطبين المغناطيسيين.
تنشأ الأشعة الكونية خارج النظام الشمسي، ويشكل الغلاف الشمسي درع واقي ضد هذه الأشعة، كما تشكل الحقول المغناطيسية للكواكب (التي تملك حقل مغناطيسي) حماية جزئية. تتغير كثافة الأشعة الكونية في الوسط بين النجوم وشدة الحقل المغناطيسي الشمسي خلال وقت طويل جدا، لذلك فكمية الأشعة الكونية في النظام الشمسي تتفاوت خلال الزمن، لكن الكيفية والكمية غير معروفة.
يعد الوسط بين كوكبي موطن لمنطقتين على الأقل تشبه قرص الغبار الكوني. الأولى هي سحابة البروج الغبارية تتموضع في النظام الشمسي الداخلي وتتسبب في ضوء البروج. ومن المحتمل أنها نشأت بسبب تصادم ضمن حزام الكويكبات. أما الثانية يبلغ امتدادها بين 10 إلى 40 وحدة فلكية، وغالبا أنها نشأت بسبب اصطدام ضمن حزام كايبر.

## أجرام المجموعة الشمسية
في عام 2006، تلت أزمة بلوتو إعادة تعريف لجميع أنواع الأجرام في المجموعة الشمسية من قِبل الاتحاد الفلكي الدولي. وقد قُسِّمَت إلى ثلاثة أنواع رئيسية: الكواكب والكواكب القزمة وأجرام النظام الشمسي الصغيرة. لكن يوجد استثناء واحد من هذه التعريفات والتقسيمات الجديدة لأجرام النظام الشمسي، وهي الأقمار أو التوابع. حيث أن الأقمار لا تُصنف ضمن هذه الأنواع، وذلك ليس لاختلاف في خصائصها الفيزيائية، فلو كانت تملك مدارات مستقلة لتم تصنيفها ضمن الأنواع الثلاثة. وقد تم ضمن هذه القرارات وضع تعريف واضح أخيراً لكل أنواع الأجرام في النظام الشمسي، وذلك لتجنّب خلافات مستقبلية حول تصنيف الأجرام مثل ما حصل مع بلوتو وبقية الكواكب القزمة.

### الكواكب

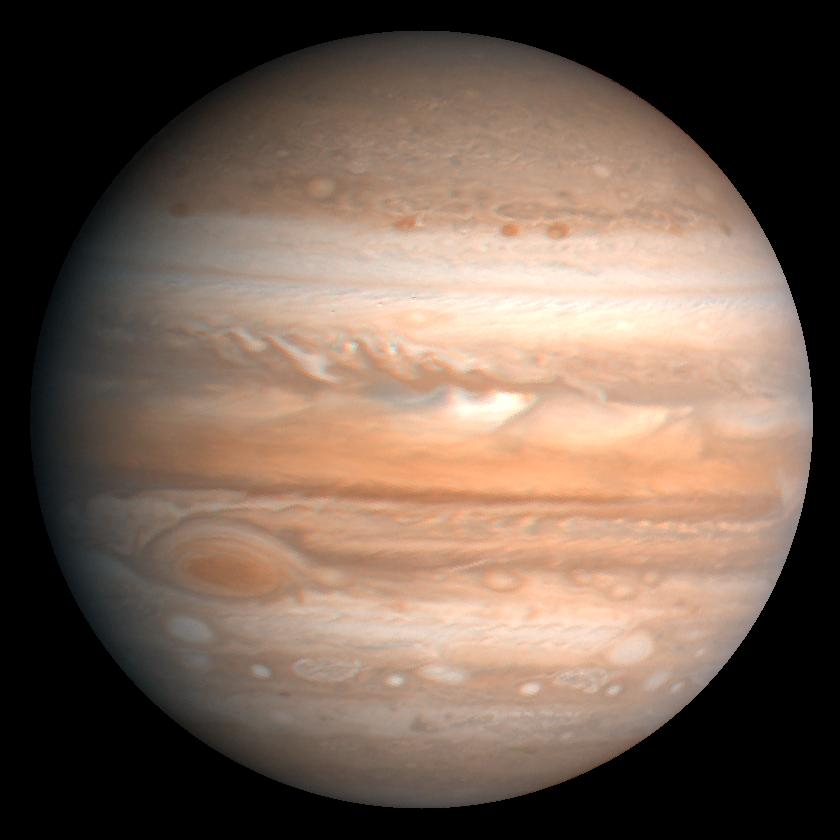
كوكب المشتري، وهو عملاق غازي وأكبر كوكب معروف في النظام الشمسي.

عرف الاتحاد الفلكي الدولي الكوكب في النظام الشمسي بأنه جُرم سماوي:
1. يملك مداراً حول الشمس.
2. يملك كتلة - أو بالأحرى جاذبية - كافية لخلق توازن هيدروستاتيكي قادرٍ على جعل شكله كروياً أو شبه كروي.
3. يملك جاذبية كافية لتنظيف مداره من الأجرام المجاورة.
والتوابع مُستثناة من هذا التعريف كما ذُكر سابقاً. والأجرام التي تُحقق هذه الشروط في النظام الشمسي هي: عطارد - الزهرة - الأرض - المريخ (الكواكب الصخرية)، والمشتري - زحل - أورانوس - نبتون (العمالقة الغازية). في حين أن بلوتو وبضعة أجرام أخرى فشلت في تحقيق الشرط الأخير، فكتلة بلوتو تُعادل 0.07 فقط من كتلة الأجرام الأخرى في مداره. وللمقارنة، كتلة الأرض تُعادل 1.7 مليون ضعف الكتلة الباقية في مدارها.

### الكواكب القزمة

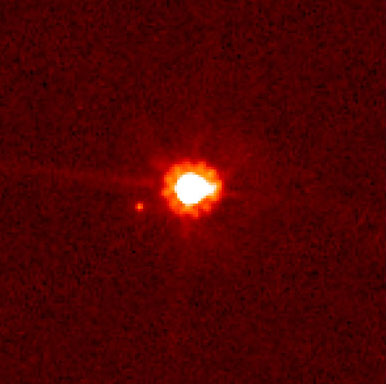
صورة تُظهر إيريس، وهو أكبر كوكب قزم معروف.

ضمن تعريف عام 2006 لأجرام النظام الشمسي، تم إنشاء صنف جديد من الأجرام هو «الكواكب القزمة»، وهي حسب تعريفها أجرام سماوية:
1. تملك مدارات حول الشمس.
2. تملك كتلة - أو بالأحرى جاذبية - كافية لخلق توازن هيدروستاتيكي قادرٍ على جعل شكلها كروياً أو شبه كروي.
لكن النقطة الأخيرة والتي تُفرّقها عن الكواكب هي أنها: «لا تملك جاذبية كافية لتنظيف مداراتها من الأجرام المجاورة». وكما ذُكر سابقاً فهذا التعريف لا ينطبق على التوابع. وقد جاء هذا القرار كحل للجدل الطويل حول تصنيف كوكب بلوتو، والذي بدأ بشكل رئيسي بعد تحديد موقع بلوتو في حزام كويبر والمعرفة بوجود أجرام مشابهة له في الحجم. وحينها بدأ الوضع يتفاقم والجدل يزداد حول تصنيفه هو والأجرام المجاورة له معاً ككواكب أو معاً كصنف آخر من الأجرام. وفي عام 2004، اكتشف سدنا والذي أصبح أقرب جرم لبلوتو في الحجم (حدد آنذاك قطر سدنا بـ1800 كم وبلوتو بـ2320 كم) مما جعل الجدل يزداد. ووصل الجدل إلى أقصاه باكتشاف جرم هو أكبر حتى من بلوتو، وهو إيريس. وقد حل هذا التعريف الجديد ذلك الجدل الطويل أخيراً. لكن بالرغم من ذلك، فلم يرض الجميع بشأن إعادة تصنيف بلوتو، وما زال العديد من الناس وحتى الفلكيين يطالبون بعودة بلوتو إلى صنف الكواكب. وحالياً، توجد خمسة أجرام من المتفق على تصنيفها ككواكب قزمة (بالرغم من وجود مرشحين آخرين من المُمكن أن يصنفوا كذلك في حال توفر معلومات أكثر عنهم)، هي: سيريس (في حزام الكويكبات) وبلوتو وهاوميا وميكميك (في حزام كايبر) وإيريس (في القرص المبعثر).

### أجرام النظام الشمسي الصغيرة

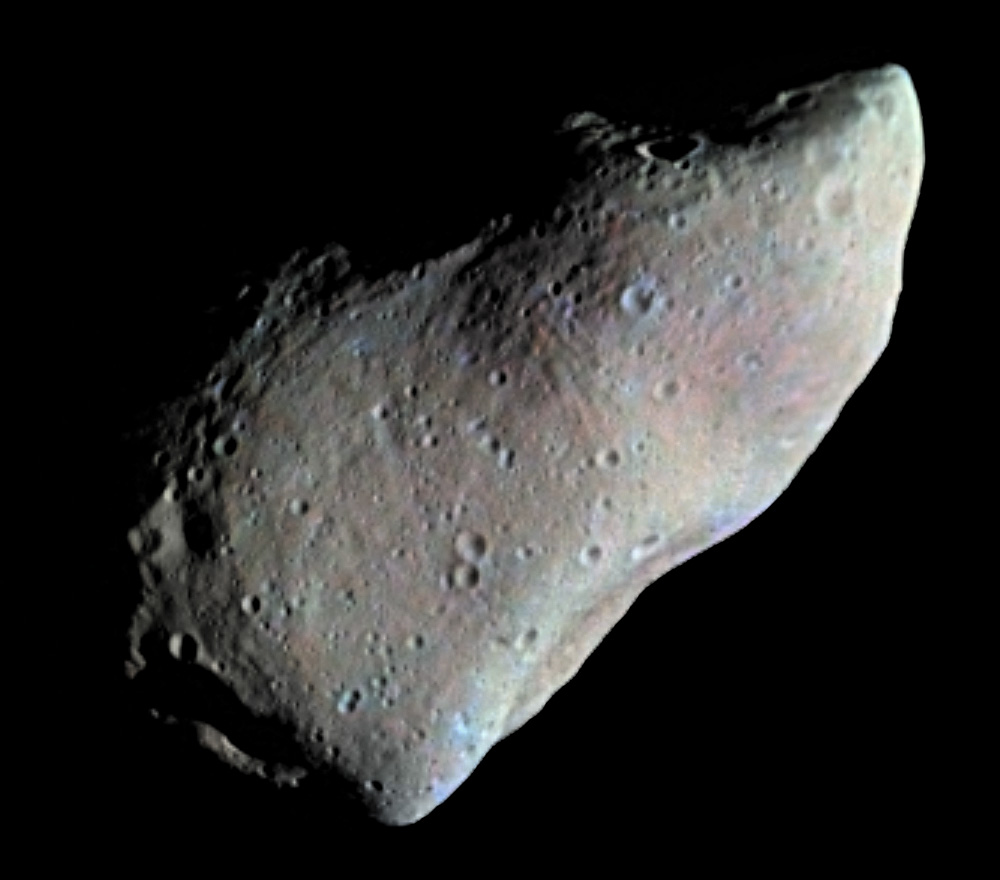
أصبحت معظم الكويكبات تُصنّف ضمن "أجرام النظام الشمسي الصغيرة" حسب تعريف الاتحاد الفلكي الدولي.

عرف الاتحاد الفلكي الدولي عام 2006 جرم النظام الشمسي الصغير بأنه أي جُرم يدور حول الشمس، حيث قيل التالي في الاجتماع العام للاتحاد الفلكي الدولي عام 2006 بعد تعريف كل من الكواكب والكواكب القزمة:
ومن ثم فباستثناء الكواكب والكواكب القزمة، أصبح اسم جميع الأجرام الأخرى في النظام الشمسي هو «أجرام النظام الشمسي الصغيرة»، والتي لا يدخل في تعريفها إلا أنها «أجرام تدور حول الشمس» (والتي تشمل جميع المذنبات والنيازك ومعظم الكويكبات والأجرام القريبة من الأرض وأجرام ما وراء نبتون). والتوابع مستثناة من هذا التعريف كبقية التعريفات المذكورة سابقاً.
وهذه بعض أنواع أجرام النظام الشمسي الصغيرة وتعريفاتها:
- الكويكبات: هي أجرام نظام شمسي صغيرة أصغر من الكواكب وأكبر من النيازك، والفرق بينها وبين المذنبات هو أن تلك تُظهر ذيولاً خلفها حين تقترب من الشمس في حين أن الكويكبات لا.[56]
- المذنبات: هي أجرام نظام شمسي صغيرة تُظهر ذيولاً حين تقترب من الشمس.[57]
- النيازك: هي أجرام نظام شمسي صغيرة، وهي أجسام صلبة تتحرك في الوسط البين كوكبي أحجامها أكبر من الذرات وأصغر من الكويكبات.[58][59]

## النظام الشمسي الداخلي

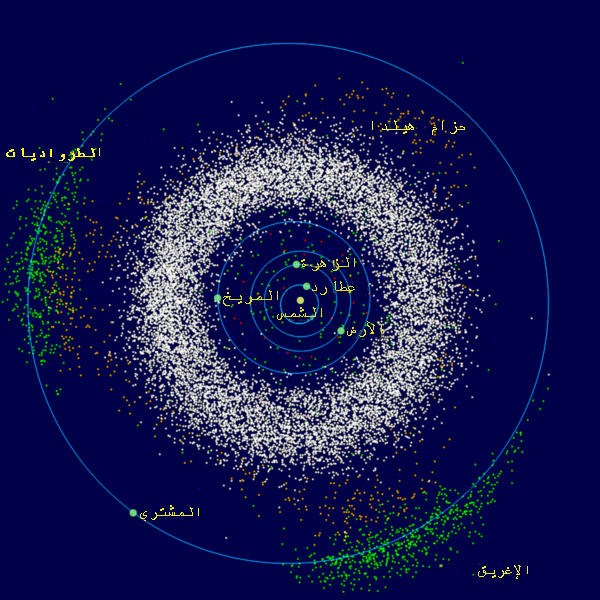
رسم يُبين كل الأجرام المعروفة في النظام الشمسي الداخلي، إضافة إلى مدار المشتري وكويكباته.

### الكواكب الداخلية
تتميز الكواكب الداخلية بأنها جميعاً كواكب صخرية (أي أنها تتألف بشكل رئيسي من السيليكات والمعادن)، حتى القسم الداخلي من حزام الكويكبات يتألف من المواد الصخرية. وتتميز أيضاً بأنها جميعاً قريبة من الشمس ومن بعضها بعضاً مقارنة بالكواكب الخارجية، فنصف قطر النظام الشمسي الداخلي بأكمله هو أقل من المسافة بين كوكبي المشتري وزحل. كما أنه - وأيضاً بالمقارنة مع الكواكب الخارجية - فالكواكب الداخلية قليلة الأقمار عموماً (فلا توجد في النظام الشمسي الداخلي سوى ثلاثة أقمار: واحد للأرض واثنان للمريخ)، وهي جميعاً لا تملك أية أنظمة حلقات على عكس الخارجية. ثلاثة من هذه الكواكب تملك أغلفة جوية ذات أهمية، وهي الزهرة والأرض والمريخ.

#### عطارد
عطارد هو أقرب الكواكب إلى الشمس، وهو أيضاً أصغرها حيث يَبلغ قطره خمسي قطر الأرض (أصغر من الأرض بحوالي 60% وأكبر من القمر بحوالي 30%). عطارد والزهرة هما الكوكبان الوحيدان اللذان لا يَملكان أي أقمار. ربما يُشبه هذا الكوكب القمر من عدة نواحٍ، فكلاهما لا يَملك أي غلاف جوي تقريباً، وسطحاهما قديمان جداً وكثيرا الفوهات، وكلاهما لا يَملكان صفائح تكتونية على ما يَبدو. كما أن عطارد يُظهر أطواراً كالقمر أثناء دورانه حول الشمس (كما يَبدو للراصد من الأرض)، وذلك نتيجة لأنه يَقع داخل مدار الأرض. عطارد هو كوكب خامل جيولوجياً في الوقت الحاضر، والآثار الجيولوجية الوحيدة عليه هي بعض آثار البراكين التي تدفقت على سطحه قليلاً في أيامه الأولى، أما عدا عن ذلك فلا يُوجد عليه شيء. كما أنه لا يَملك غلافاً جوياً تقريباً، مما يَعني أنه خامل طقسياً أيضاً. لكن من المثير للاهتمام في عطارد العثور على دليل على وجود جليد قرب قطبه، وهذا بالرغم من حرارته الشديدة، لكن الجليد يَقبع في قعر الفوهات العميقة التي لا يَصل إليها ضوء الشمس أبداً. بسبب قرب عطارد من الشمس ووهجه القوي فإنه على الأغلب ما تكون رؤيته صعبة من الأرض بدون مقارب، لكن في أوقات محددة من السنة يُمكن أن يُرى قريباً من الأفق بعد الغروب أو قبل الشروق مباشرة، وحينها يُمكن رؤيته بالعين لكن بصعوبة.

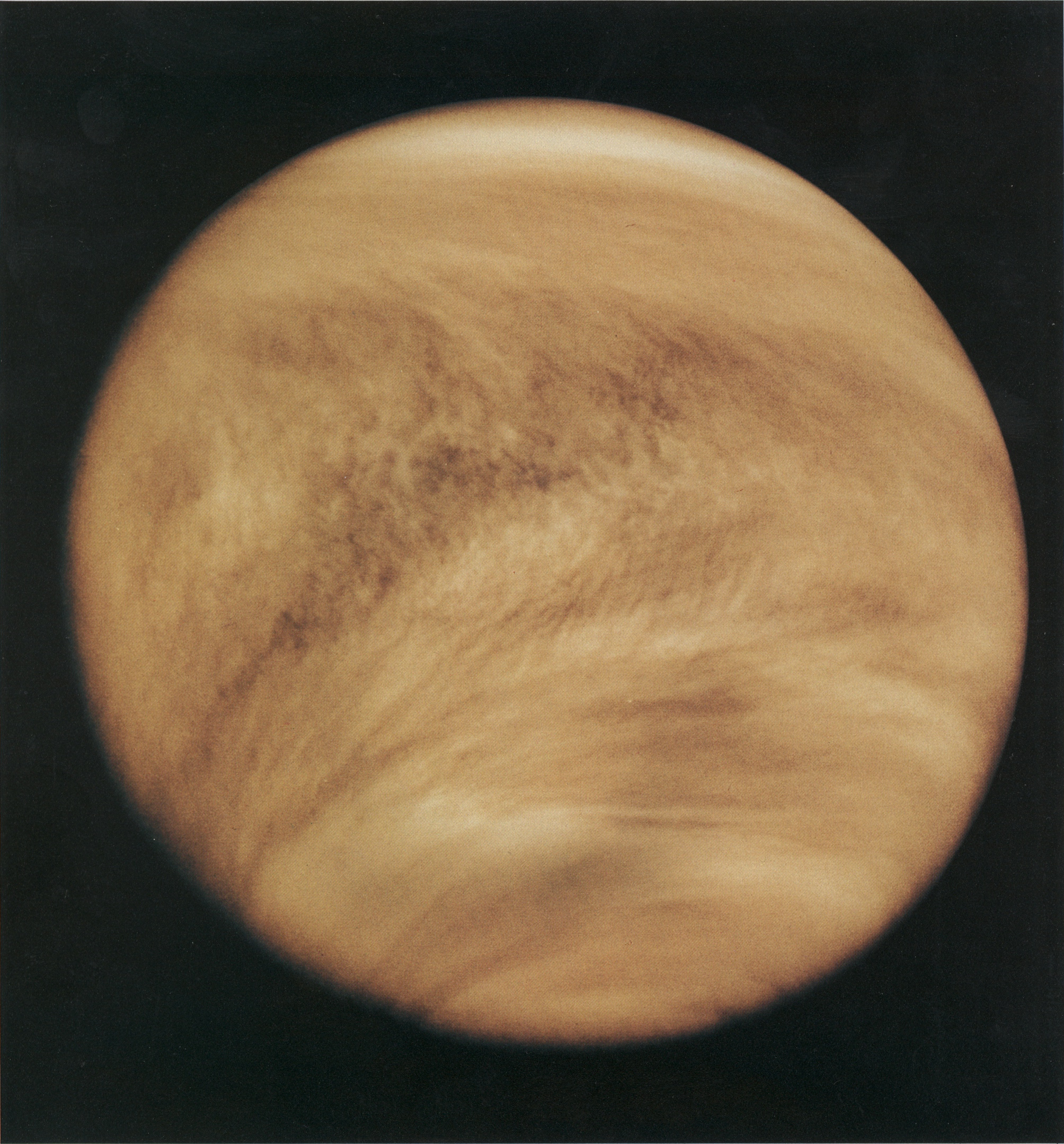
صورة لكوكب الزهرة.

#### الزهرة
الزهرة هو ثاني الكواكب قُربا إلى الشمس بعد عطارد. كثيراً ما يُسمى توأم الأرض لأن الكوكبين متشابهان جداً في الحجم والكتلة. كما أنه أقرب الكواكب إليها.
الزهرة - كما يُرى من الأرض - هو أسطع جرم في السماء بعد الشمس والقمر، أي أنه ألمع من جميع النجوم والكواكب الأخرى. يُظهر الزهرة - كما يَبدو للراصد من الأرض - أطواراً كالقمر أثناء دورانه حول الشمس. وهو يَبدو كذلك نتيجة لأن مداره يَقع داخل مدار الأرض. الزهرة - على عكس جميع الكواكب الأخرى - يَدور حول نفسه من الشرق إلى الغرب، أي أن الشمس عليه تشرق من الغرب. لا يَملك الزهرة أية أقمار، مثله في ذلك مثل عطارد. هناك طبقة سميكة من السحب في جوه، تسبب ظاهرة البيت الزجاجي بشكل قوي، مما يَجعله ساخناً جداً، حيث تتجاوز درجة حرارته السطحية 400ْ مئوية، وبهذا يُصبح أسخن الكواكب في كافة النظام الشمسي، وهو أسخن حتى من عطارد الذي يَقع أقرب إلى الشمس.

#### الأرض

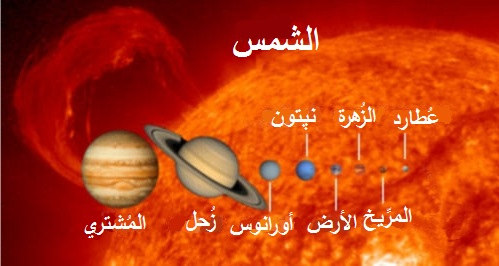
مقارنة بين أحجام الكواكب وحافة الشمس الضخمة.

الأرض هي ثالث الكواكب بُعدا عن الشمس، وأكبر الكواكب الداخلية حجماً، حيث يتجاوز قطرها قطر الزهرة ببضعة مئات من الكيلومترات. الأرض هي الكوكب الوحيد المعروف في الكون حتى الآن الذي توجد عليه حياة، وذلك لأنها تقع على بُعد مناسب من الشمس ولأنه يُوجد عليها الماء الضروري لوجود الحياة، وهو يُغطي معظم سطحها. تملك الأرض قمراً واحداً فقط، وهو ما نُطلق عليه عادة القمر فقط بما أنه قمرنا الوحيد، وقطره يَبلغ ربع قطرها. تملك الأرض غلافاً جوياً جيداً. توجد فيه سحب ورياح وبرق إضافة إلى بعض الظواهر الجوية الأخرى. كما أن الأرض تتميز بين الكواكب الصخرية بامتلاكها لغلاف مغناطيسي يَحمي غلافها الجوي من جسيمات الرياح الشمسية. توجد مظاهر جيولوجيّة مختلفة على سطح الأرض، وهي بشكل رئيسي الحمم البركانية وحركة الصفائح التكتونية والتعرية (عن طريق الرياح والماء والجليد وغيرها) والاصطدامات المولدة للفوهات (عن طريق أجرام النظام الشمسي الصغيرة).
الأرض نشطة جيولوجياً بشكل كبير في الوقت الحاضر (على عكس الكواكب الأخرى).

#### المريخ
المريخ هو رابع الكواكب بعدا عن الشمس حيث يفصل بينهما ما يعادل 1.5 و.ف. هو أصغر حجماً من الأرض والزهرة.
هو جار الأرض المشهور بكونه الكوكب الحي الآخر. يَظهر المريخ في سماء الأرض قرصا برتقاليا-مُحمَرا لامعا. لونه الأحمر ناتج عن وجود أكسيد الحديد (الصدئ) في تربته.
توجد دلائل قوية على أن الماء كان يتدفق في يوم ما على سطح المريخ، بما في ذلك آثار الخنادق والقنوات والأودية التي يُعتقد أنه قد حفرتها المياه. كما أنه قد عثر على دليل في أحد النيازك التي وصلت إلى الأرض من المريخ على وجود حياة عليه، لكن ما زال الجدل قائماً بشأن مدى صحة هذا الدليل.
وأيضاً هناك العديد من الآثار لنشاطات بركانية في الماضي على سطح الكوكب، إضافة إلى العديد من الفوهات الاصطدامية الضخمة. ومع أن غلافه الجوي قليل الكثافة مقارنة بالأرض، إلى أنه كاف للسماح بتكون السحب والرياح إضافة إلى العواصف الرملية على السطح. يَملك المريخ أيضاً قطبين متجمدين تماماً كقطبي الأرض، وتتغير مساحتهما مع مرور الفصول (الموجودة أيضاً على ذلك الكوكب). يَدعو هذا الشبه كله بالأرض العديدين إلى الاعتقاد بوجود حياة على هذا الكوكب بشكل خاص، وإلى الترويج إليه كثيراً على أنه كوكب المخلوقات الفضائية.
يَملك المريخ قمرين هما فوبوس وديموس. مع أنهما لا يُشبهان قمر الأرض أبداً، فهما أصغر بكثير منه وأشكالهما غير منتظمة.

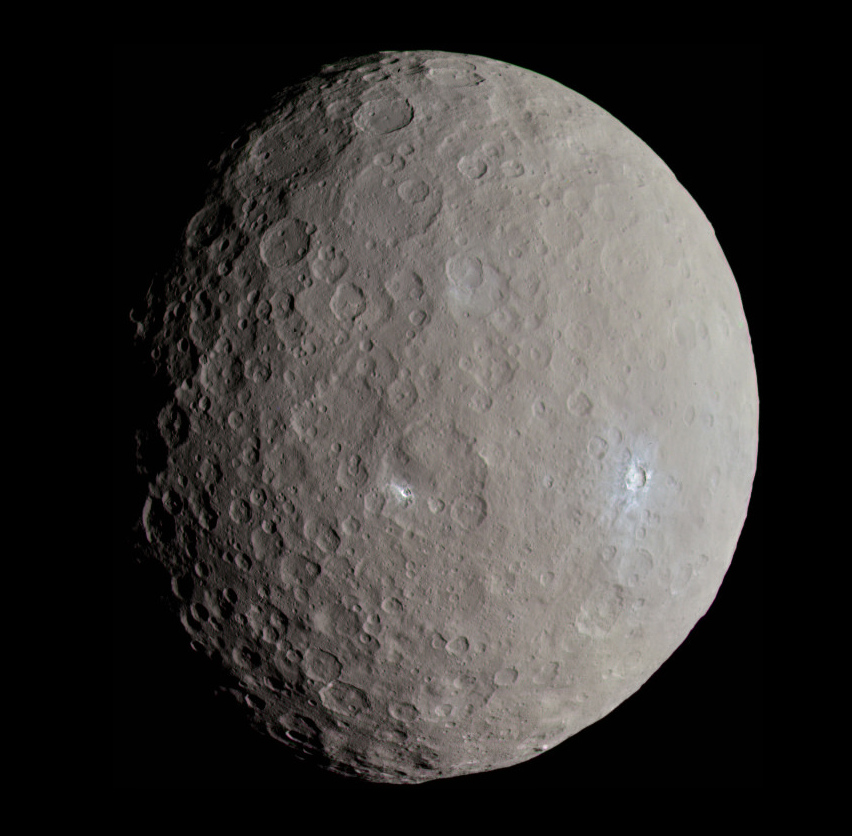
صورة حقيقية لأكبر الكويكبات: سيريس، التقطها تلسكوب هبل الفضائي.

### حزام الكويكبات
حزام الكويكبات هو منطقة النظام الشمسي التي تقع بين كوكبي المريخ والمشتري، وهي تتشكل من آلاف الكويكبات متنوعة الأحجام، حيث يَتراوحون في القطر مما يُقارب ألف كيلومتر إلى حجم ذرات الغبار. نصف كتلة الحزام تقريباً تتألف من سيريس وفيستا وبالاس وحدهم، وأولهم هو أكبر الكويكبات والكوكب القزم الوحيد في الحزام حيث تبلغ كتلته ربع إجمالي كتلة المنطقة. يُقدر إجمالي عدد الكويكبات في الحزام التي تملك قطراً أعلى من كيلومتر واحد بسبعمائة وخمسون ألف، وهناك ملايين الأجسام الصغر من ذلك.
ليس من المُثبت بعد كيف تكون حزام الكويكبات، لكن يُعتقد أنه بقايا من قرص كوكبي أولي لكوكب ما لم يُتم تكونه (ربما بسبب جاذبية المشتري). وقد أرسلت القليل من المركبات لاستكشاف هذه المنطقة، والمعلومات عنها ليست كثيرة بعد، لكن معظم المعلومات عنها تأتي من النيازك التي سقطت على سطح الأرض والتي قد تكونت ضمن الحزام. ويُعد هذا الحزام هو الفاصل ما بين القسمين الداخلي والخارجي من النظام الشمسي.

## النظام الشمسي الخارجي

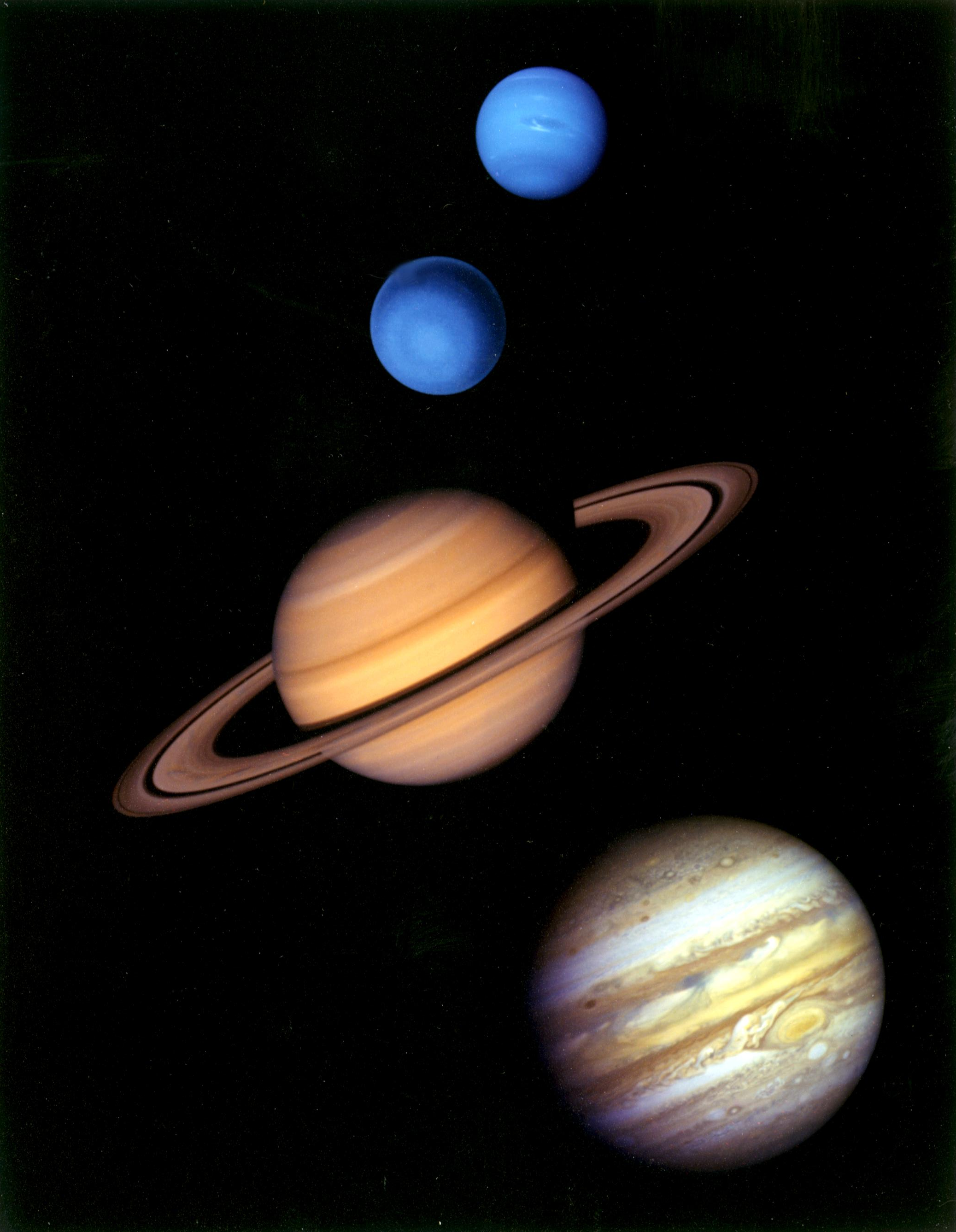
صورة للكواكب الخارجية، يَظهر فيها من الأعلى إلى الأسفل: نبتون - أورانوس - زحل - المشتري (ملاحظة: مقاييس الأحجام غير واقعية).

النظام الشمسي الخارجي هو الجزء الذي يَقع خارج حزام الكويكبات من النظام الشمسي، مع أن بعض الفلكيين يَعدّون أنه هو المنطقة وراء النبتونية بينما الكواكب العملاقة هي النظام الشمسي الأوسط. جميع كواكب هذه المنطقة من النظام الشمسي هم عمالقة غازية (المشتري - زحل - أورانوس - نبتون)، ويَتميزون بأنهم أكبر بكثير من الكواكب الداخلية، حيث يُشكلون 99% من الأجرام التي تدور حول الشمس. بالرغم من أن هذه الكواكب تتألف أساسياً من الغاز، إلا أنها تملك نوى صخرية تتكون من معادن ثقيلة سائلة. تتميز الكواكب الخارجية أيضاً بكثرة أقمارها، فالمشتري وحده يَملك أكثر من 60 قمراً. إضافة إلى ذلك، جميع هذه العمالقة تملك أنظمة حلقات، مع أنها رقيقة جداً وغير مرئية من الأرض عندهم جميعاً عدا زحل (وذلك على عكس الكواكب الداخلية التي لا يَملك أي منها حلقات ومجموع أقمارها هو 3 فقط).

### الكواكب الخارجية

#### المشتري
المشتري هو أكبر كواكب النظام الشمسي، وقطره يَبلغ 11 ضعف قطر الأرض وحوالي عُشر قطر الشمس. هذا الكوكب - كما يُرى من الأرض - ألمع من جميع النجوم وعادة ثاني الكواكب لمعاناً بعد الزهرة. المشتري هو عملاق غازي، أي أنه لا يَملك سطحاً صلباً، بل بدلاً من ذلك يتألف سطحه من سحب كثيفة حمراء وصفراء وبنية وبيضاء. السحب مقسمة ضمن مناطق مضيئة تسمى «الأنطقة» وأخرى مظلمة تسمى «الأحزمة»، تدور جميعها حول الكوكب بشكل مواز لخط الاستواء. وهو أسرع الكواكب بالدوران حول نفسه، فهو يُتم دورة كل 10 ساعات تقريباً. توجد على المشتري العديد من الظواهر الجوية، مثل الرياح عالية السرعة والبرق والعواصف الكثيرة (وأشهرها هي البقعة الحمراء العظيمة). كما يَملك المشتري أقوى مجال مغناطيسي من بين كواكب النظام الشمسي، والذي تبلغ قوته 12 ضعف قوى مجال الأرض. هذا الكوكب هو الجرم الوحيد في الكون الذي شاهد البشر أجساماً أخرى تصطدم به، فقد اصطدم به مذنب شيومارك-ليفي 9 عام 1994، ثم كويكبان آخران اكتشفهما هاوي فلك في عامي 2009 و2010.

#### زحل
زحل هو عملاق غازي وثاني الكواكب كِبرا في النظام الشمسي، بقطر يَبلغ عشرة أضعاف قطر الأرض. يُشتهر زحل بالحلقات السبع الرقيقة التي تدور حوله، ومع أن جميع العمالقة الغازية الأخرى تملك حلقات أيضاً، إلا أن حلقات زحل هي الأكثر وضوحاً والوحيدة التي يُمكن رؤيتها من الأرض. يُمكن أن يُرى كوكب زحل من الأرض بالعين المجرّدة نجما لامعا، مع أن رؤية حلقاته تحتاج إلى مقراب. يَملك زحل مجالاً مغناطيسياً قوياً، بالرغم من أنه أضعف بكثير من مجال المشتري. بالرغم من أنه لا توجد على زحل الكثير من الظواهر الجوية - مثل العواصف - على عكس ما نشاهده في المشتري، فقد تم رصد عدة بقع بيضاء غريبة عليه، كما أنه يَملك عدة أنطقة وأحزمة مثله، وربما الأهم من كل ذلك رصد برق وعواصف رعدية على زحل أكثر من مرة، وقد استمرت بعضها لشهور. بالإضافة إلى ذلك، يَملك زحل اثنين وستين قمراً تتراوح في الحجم من قُميرات صغيرة قطرها تحت الكيلومتر إلى حجم تايتان (أكبر الأقمار على الإطلاق).

#### أورانوس
أورانوس هو عملاق غازي وسابع الكواكب بُعداً عن الشمس، وهو أبعد كوكب عنا يُمكن أن يُرى بدون مقراب. قطره يَبلغ أكثر من 4 أضعاف قطر الأرض، وقد كان أول كوكب يُكتشف في العصور الحديثة (اكتشفه وليام هرشل في أواخر القرن الثامن عشر). يَملك أورانوس مجالاً مغناطيسياً قوياً، شكلَ بدوره حزاماً من الجسيمات المشحونة بين قطبي الكوكب. لدى أورانوس حلقات رقيقة حوله، لكن رؤيتها غير مُمكنة تقريباً من الأرض، كما أن لديه أكثر من 25 قمراً في مدار حوله. يتألف جو هذا الكوكب من سحب زرقاء-خضراء، وربما يُوجد تحتها محيط من الماء السائل، وبالرغم من هذا فليس من المتوقع أن يَحوي هذا الكوكب أية حياة. لا توجد أي ظواهر جوية مُميزة في جو أورانوس، ولم يَتم رصد أي عواصف أو شيء كهذا عليه من قبل.

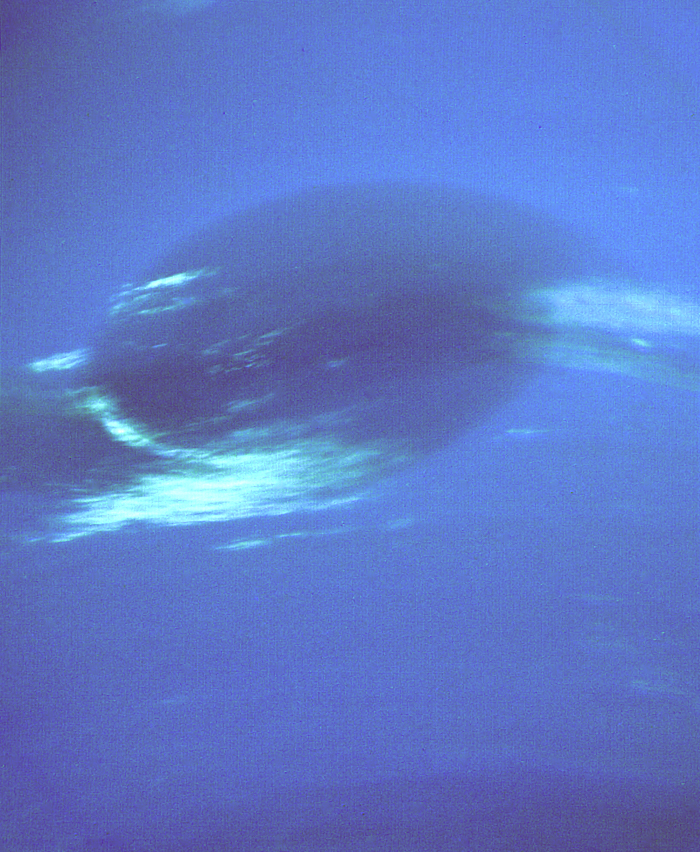
البقعة المظلمة العظيمة على نبتون، وهي تشبه البقعة الحمراء العظيمة على المشتري.

#### نبتون
نبتون هو عملاق غازي وأبعد الكواكب عن الشمس على الإطلاق، فبُعده عنها يَبلغ 30 ضعف بُعد الأرض، وهو أيضاً الكوكب الوحيد الذي لا يُمكن أن يُرى في أي وقت بدون مقراب. قطر نبتون يُعادل 4 أضعاف قطر الأرض، ويَملك 15 قمراً (أكبرها هو ترايتون) والعديد من الحلقات الرقيقة حوله. قصة اكتشاف هذه الكوكب طويلة ومعقدة، ويَختلف الفلكيون حول الشخص الذي يَستحق الشرف الحقيقي لاكتشافه، فقد تم الأمر عبر سلسلة طويلة من الحسابات والأرصاد قام بها أشخاص مختلفون على مدى سنوات عديدة. مجال نبتون المغناطيسي ليس قوياً، فقوته تُعادل قوة مجال الأرض تقريباً. لا يَملك نبتون سطحاً صلباً، بل عوضاً عن ذلك يتألف سطحه من طبقة من السحب السميكة الزرقاء، توجد تحتها طبقة سائلة ثم نواة صخرية. الرياح على نبتون سريعة جداً (1,100 كم في الساعة)، كما أنه قد تم رصد بعض العواصف عليه سابقاً، أشهرها هي البقعة المظلمة العظيمة والتي تشبه بقعة المشتري.

### القناطير
القناطير هي أجسام في النظام الشمسي تقع مداراتها بين مداري المشتري ونبتون، وتتأثر بقوة بالعمالقة الغازية. يتضمن تعريف القناطير أنها ليست في رنين 1:1 مع أي من الكواكب الغازية، أي أنها لا تتضمن الطرواديات. وربما تكون أهم مُميزات هذه الأجرام أنها تُظهر صفات كلا المذنبات والكويكبات بشكل محير. سيَكون مصير معظم القناطير في المستقبل غير البعيد هو القذف خارج النظام الشمسي، وذلك بسبب تأثير العمالقة الغازية على مداراتها حول الشمس، مما سيَقودها في النهاية إلى أن تفلتَ من جاذبية الشمس، وستأسرها نجوم أخرى في الغالب في المستقبل البعيد.

## المنطقة وراء النبتونية
المنطقة وراء النبتونية هو اسم يُطلق على منطقة النظام الشمسي التي تقع خارج مدار نبتون، وهي تتألف من ثلاثة مناطق رئيسية: حزام كايبر والقرص المبعثر وسحابة أورط. بشكل عام، تتألف هذه المنطقة من أجرام صغيرة. ويُعتقد أن السبب هو أن أجرام هذه المنطقة كانت في الأصل مادة لكوكب تاسع في النظام الشمسي، لكن نبتون أتم تكونه قبل هذا الكوكب، وسبب اضطراباً في مدارات الكواكب المصغرة مما منعها من الالتحام مع بعضها. وفضلاً عن هذا، تسبب نبتون بقذف بعض هذه الأجرام إلى أجزاء مختلفة من النظام الشمسي الخارجي، فأصبحت هي أجرام القرص المبعثر. في حين أن أجراماً أخرى انقذفت لمسافات هائلة حتى وصلت إلى حافة النظام الشمسي، مكونة ما يُسمى عادة بسحابة أورط (وهناك جزء صغير من هذه السحابة تكون من مذنبات أمسكتها الشمس من نجوم أخرى). أما ما بقي من أجرام ذاك الكوكب في موقع تكونه الأصلي فهو حزام كايبر، والذي حظيت بعض أجرامه بمدارات مستقرة أخيراً.

### حزام كايبر

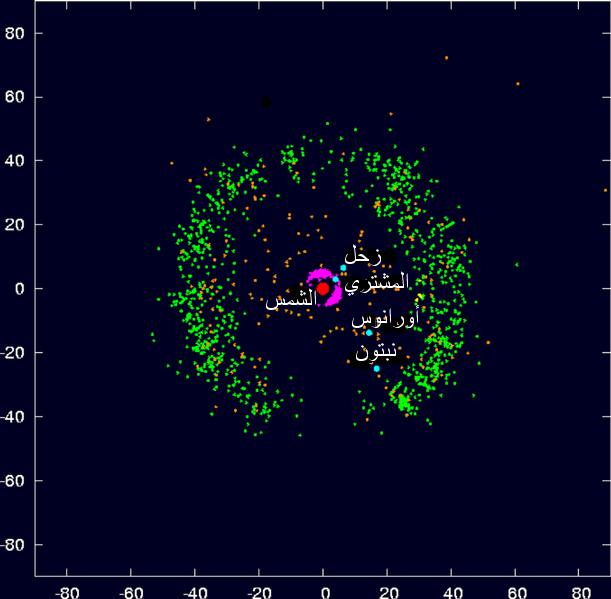
صورة توضح توزيع جميع الأجرام المعروفة في النظام الشمسي الخارجي والمنطقة وراء النبتونية. وتظهر أجرام حزام كايبر باللون الأخضر، وأجرام القرص المبعثر بالبرتقالي.

حزام كايبر هو من منطقة من النظام الشمسي تقع خلف كوكب نبتون مباشرة، حتى أن مدارات بعض أجرام الحزام تتقاطع مع مدار نبتون. يُشبه هذا الحزام إلى حد كبير حزام الكويكبات، إلا أن ذاك يتألف من المواد الصخرية والمعدنية بشكل أساسي، بينما تتألف معظم أجرام حزام كايبر بكاملها من مزيج من جليد كلا الماء والأمونيا إضافة إلى هايدروكربونات مختلفة مثل الميثان (وهي مشابهة للمذنبات في تركيبها). يَعتقد العلماء أن هناك أكثر من 70,000 جرم في حزام كايبر، مع أنه لم يُعثر إلا على القليل جداً منها حتى الآن.
بعض أجرام الحزام ضخمة قليلاً، وفي الحقيقة يُعتقد أن الكوكب القزم بلوتو هو أحد أكبرها. كما أن بلوتو هو أكبر أجرام الحزام المعروفة حتى الآن، بالرغم من أن هناك أجراماً أخرى تشابهه بالحجم مثل هاوميا وماكيماكي. ويَملك عدد من هذه الأجرام أقماراً حولها، بما في ذلك بلوتو وهاوميا وغيرهم. يُعتقد أن حزام كايبر هو مصدرٌ لبعض المذنبات (خصوصاً وأن أجرامه تماثلها بالتركيب)، وبشكل خاص المذنبات الدورية، مع أن معظمها تأتي من سحابة أورت البعيدة. لم تصل أي مركبة فضائية إلى الحزام حتى الآن، مع أن هناك مركبة تسمّى بـ"آفاق جديدة" في طريقها حالياً إليه، ويُتوقع أن تصل إلى بلوتو بحلول عام 2015.

#### بلوتو
بلوتو هو كوكب قزم يَدور حول الشمس ضمن حزام كايبر، حيث توجد العديد من الأجرام المشابهة له. وقد كان يُعد سابقاً «الكوكب التاسع»، قبل أن يُعادل تصنيفه على أنه كوكب قزم. المعلومة عن بلوتو قليلة، لكن تم إثبات أنه يَملك غلافاً جوياً عن طريق دراسة عبوره أمام النجوم (حيث يَحجب الغاز جزءاً طفيفاً من ضوء النجم). وعن طريق دراسة تركيبه عرف الفلكيون أنه يَملك قشرة جليدية، ويُعتقد أن نواته صخرية. يَملك بلوتو بالمجمل ثلاثة أقمار، وهي شارون، وقمران صغيران اكتشفا عام 2005 هما هايدرا ونكس.
منذ اكتشاف بلوتو عام 1930، كان يُعد على نطاق واسع الكوكب التاسع، وظل كذلك لما يُقارب 75 عاماً. لكن بالرغم من هذا، فبسبب حجمه الصغير ومداره غير المنتظم تساءل العديد من الفلكيين عما إذا كان يَجب أن يُصنف بلوتو ضمن مجموعة أخرى غير الكواكب. خاصة مع اكتشاف أجرام حزام كايبر العديدة التي تشبهه أكثر. وفي النهاية في عام 2006، قرر الاتحاد الفلكي الدولي تصنيف بلوتو ضمن مجموعة جديدة باسم «الكواكب القزمة».

### القرص المبعثر
القرص المبعثر هو قرص غير منتظم من أجرام كانت في الماضي ضمن حزام كايبر، قبل أن تضطرب مداراتها بسبب جاذبية نبتون وتتبعثر عبر النظام الشمسي الخارجي. حالياً، بعض هذه الأجرام لم تعد متأثرة كثيراً بنبتون، لكن بالرغم من هذا فما زال يُؤثر بها على مدى بلايين السنين. وفي الواقع فإن عدد هذه الأجرام تناقص كثيراً، حيث أن تأثير نبتون عليها أدّى في النهاية إلى قذف الكثير منها خارج النظام الشمسي. أجرام القرص المبعثر مفصولة عن حزام كايبر، وتمتد مداراتها لمسافات ضخمة بعيداً الشمس، يُمكن أن تصل لأكثر من 500 ضعف بعد الأرض عنها.
يُعد القرص المبعثر المصدر الرئيسي للمذنبات الدورية (قصيرة الدورة)، فيُعتقد أن تأثير نبتون على مدارات هذه الأجرام يَقود بعضها في النهاية إلى مدارات حضيضها يَقعُ في النظام الشمسي الداخلي. وعندما تقترب إلى هذه الحد من الشمس تبدأ قشرتها الجليدية بالانصهار، مخلفة ذيلاً وراءها ومتحولة إلى مذنبات.

#### إريس
إريس هو أكبر الكواكب القزمة والوحيد الواقع في القرص المُبعثر. عند اكتشاف إريس تم تصنيفه في البداية على أنه «الكوكب العاشر»، لكن بسبب اكتشاف أجرام أخرى مشابهة له في المنطقة، فقد قرر الاتحاد الفلكي الدولي عام 2006 نقله إلى تصنيف جديد باسم «الكواكب القزمة» مع بلوتو وبضعة أجرام أخرى. يَملك إريس قمراً واحداً على الأقل هو ديسنوميا، وهو قمر صغير بثمن حجمه. يَبلغ قطر إريس 2400 كم، مما يَجعله أكبر حتى من الكوكب القزم بلوتو. إريس بعيد جداً عن الشمس، ولذلك فإن دورانه حولها يأخذ مئات السنين، وفي أوجه تصل المسافة بينه وبينها إلى ما يُقارب 100 ضعف المسافة بينها وبين الأرض.

## أبعد المناطق

### الحد الشمسي

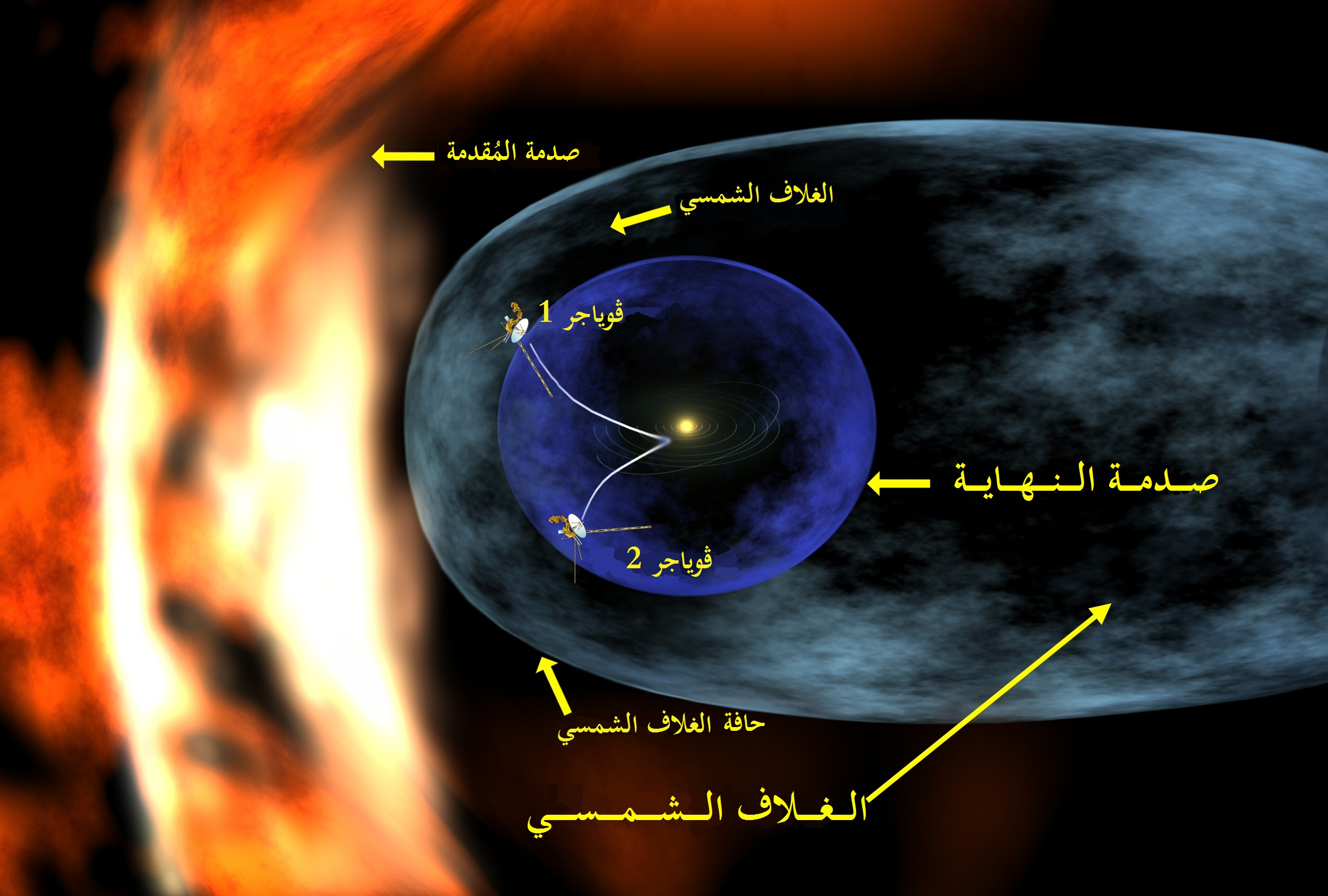
موقع المسبارين ڤوياجر1 وڤوياجر2 في النظام الشمسي في سنة 2005. يبدو مسبار ڤوياجر1 وقد عبر حُدود الغلاف الشمسي، وهي المنطقة التي تمتزج عندها الغازات البينجميَّة مع الرياح الشمسيَّة، ويرى بعضُ العلماء أنَّ هذا الغلاف يُمثّل حدود المجموعة الشمسية.

منطقة الحد أو التوقف الشمسي هي الحدود الخارجية لمجال الشمس المغناطيسي والمنطقة التي يتوقف عندها تدفق الرياح الشمسية نتيجة لاصطدامها مع الرياح البينجمية. فالرياح الشمسية تتدفق دائماً من الشمس إلى الخارج بسرعة فوق صوتية مُشكلة فقاعة حول النظام الشمسي، تقع حدودها عند الحد الشمسي حيث يُوقف تدفق الرياح البينجمية تمدد الفقاعة. بسبب حركة الشمس المستمرة في الفضاء، فيُعتقد أن جزءاً من الغلاف الشمسي يَمتد إلى وراءها مشكلاً ما هو أشبه بـ«الذيل»، ولذا فإن الحد الشمسي أبعد عنها في تلك المنطقة.
عند منطقة «الصدمة النهائية» (المنطقة التي تسبق الحد الشمسي) يبدأ التفاعل بين الرياح الشمسية والبينجمية، فتنخفض سرعتها إلى ما دون سرعة الصوت ويتغير كثيراً اتجاه تدفقها وامتداد المجال المغناطيسي الشمسي (وقد تجاوزت مركبة فوياجر 1 هذه المنطقة منذ عام 2004). ومع ان كلا مركبتي فوياجر عبرتا منطقة الصدمة النهائية - والتي تسبق الحد الشمسي مباشرة - منذ بضع سنوات، إلا أنه لم تصل أي مركبة حتى الآن إلى منطقة الحد الشمسي، والتي يُتوقع أن يصلا إليها بعد ما يتراوح من 10 إلى 20 سنة من عبورهما للصدمة النهائية. سيُتيح عبور المركبتين للحد الشمسي التعرّف أكثر على الوسط البينجمي ودراسة الجُسيمات والأمواج في تلك المنطقة وهي خارج تأثير الرياح الشمسية.

### سحابة أورط

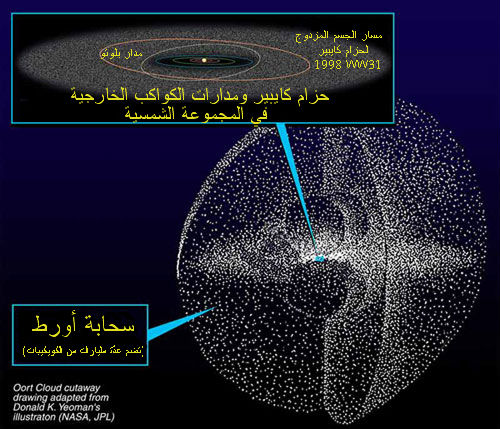
رسم تخيلي يُوضح البُنية العامة لسحابة أورط، ويُظهر أيضاً حزام كايبر ومدارات الكواكب كنقطة صغيرة في الوسط.

سحابة أورط هي سحابة افتراضية يعتقد أنها تشكل مصدر المذنبات الرئيسي في النظام الشمسي. اقترح الفلكي الألماني جان أورت عام 1950 وجود هذه السحابة الدائرية الضخمة على حافة النظام الشمسي، والتي أصبحت تعرف لاحقاً نسبة إليه باسم «سحابة أورط» نسبة إليه، وقد اكتشف جان سحابة بدراسته لمدارات المذنبات التي تأتي من حافة النظام الشمسي. يعتقد أن هذه السحابة هي بقايا من القرص الكوكبي الأولي الذي تكون حول الشمس قبل 4.6 مليارات سنة، حيث انحرفت مدارات أجرام القرص تحت تأثير جاذبية الكواكب حتى قذفت إلى هذه المنطقة. تعد الحافة الخارجية لهذه السحابة - والتي تقع على بعد سنة ضوئية واحدة تقريباً من الشمس - الحدود الخارجية للنظام الشمسي، حيث ينتهي التأثير الجذبي والفيزيائي للشمس على الوسط البينجمي حولها. يعتقد أن سحابة أورط تحتوي ما يَتراوح من 0.1 إلى ترليوني جسم جليدي في مدارات حول الشمس.
من وقت إلى آخر، يسبب العبور قرب سحابة جزيئية عملاقة أو نجم قريب أو تفاعل مع غبار درب التبانة بحرف مدار أحد هذه الأجرام حتى يقوده إلى النظام الشمسي الداخلي، ويتحول بهذا إلى ما يسمى «مذنباً طويل الدورة». هذه المذنبات تملك مدارات ضخمة وشاذة جداً ولا ترصد عادة إلا مرة واحدة من قِبل البشر بسبب مدة دورانها الطويلة للغاية. وبهذا فإن هذه السحابة هي المصدر الرئيسي للمذنبات في النظام الشمسي (بالرغم من أن القليل منها تأتي من حزام كايبر)، وهي في الواقع تتألف من نفس مادة المذنبات.
مع أن هذه السحابة لم ترصد مباشرة قط قبل الآن، فإن وجودها مقبول على نطاق واسع في المجتمع العلمي. وبسبب أنها أبعد بكثير من حزام كايبر، فهي لم تستكشف أبداً من قبل. وفي الحقيقة، لا توجد فرصة للعلماء لاستكشافها عن قرب وإثبات وجودها في المستقبل القريب. بما أنه لم يتم إلا قبل بضع سنوات إطلاق مركبة إلى حزام كايبر، فليس من الراجح أن يتم إطلاق واحدة إلى سحابة أورت قبل عقود عديدة في أفضل الأحوال.
سدنا:

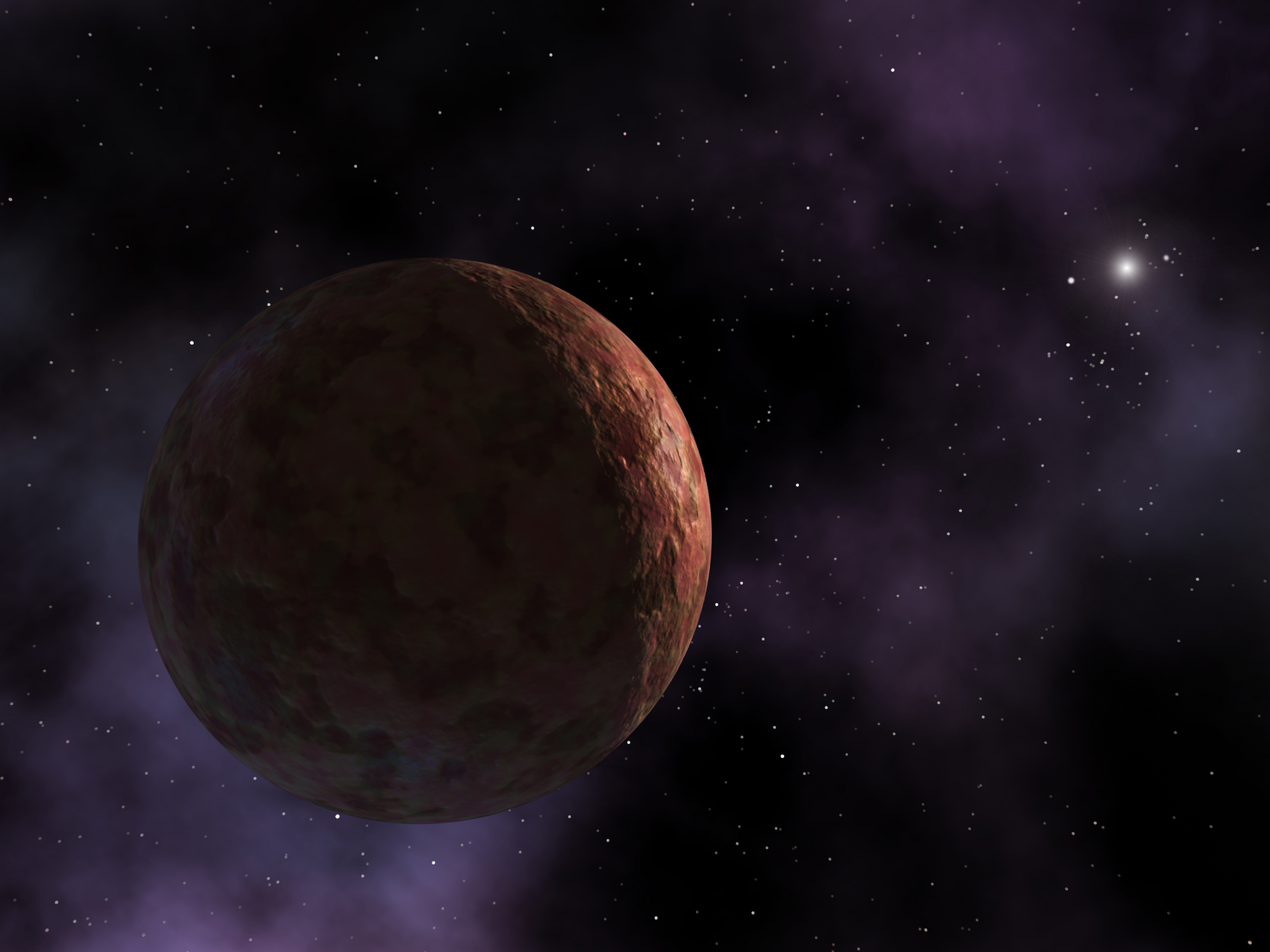
رسم تخيلي لسدنا، ويَظهر فيه بلونه الأحمر الشديد.

سدنا هو جسم شبيه بالكواكب القزمة يقع على أطراف النظام الشمسي، وعند اكتشافه عام 2004 كان أبرد وأبعد جرم معروف عن الشمس على الإطلاق، حتى أنه يمكن حجب قرص الشمس برأس دبوس من على سطحه. من المحتمل أن سدنا هو أول جرم يَنتمي إلى سحابة أورت الافتراضية يعثر عليه وهو يَتجول قربها، فمداره يشبه مدارات الأجرام التي تأتي من السحابة، ويتوقع أنه ينتمي إلى الجزء الداخلي من السحابة مع أنه أقرب إلى الشمس بعشرة مرات منها. من اللافت للنظر في سدنا حجمه ولونه، فحجمه يقدر بأكثر من نصف حجم بلوتو (وعند اكتشافه كان أكبر جرم يكتشف في النظام الشمسي منذ اكتشاف بلوتو عام 1930)، إضافة إلى لونه الأحمر الشديد، فهو ثاني أكثر الأجرام المعروفة في النظام الشمسي حمرة بعد المريخ.

### الحدود الخارجية
لا يوجد معلم واضح يتيح وضع حدود حقيقية للنظام الشمسي، بالرغم من أنه توجد بعض الأشياء التي يمكن استخدامها كمراجع. في الحقيقة كلا الضوء والمجال الجذبي الصادرين من الشمس لا يتوقفان مهما ابتعدنا عنها، فمع أنهما يَضعفان كثيراً بعد ابتعادنا لمسافة ما عنها فإن امتداد تأثيرهما (مهما كان تافهاً) لا نهائي. لذلك فكثيراً ما تستخدم الرياح الشمسية والفقاعة التي تولدها حول الشمس كعلامة لحدود النظام الشمسي، لأن تدفقها يتوقف وتصبح سرعتها 0 عند منطقة ما، ويعد الحد الشمسي حدود النظام الشمسي اعتماداً على الرياح الشمسية. لكن من جهة أخرى، أبعد مناطق النظام الشمسي التي تسيطر عليها الشمس جذبياً إلى حد ما هي سحابة أورت، والتي تعد أيضاً حافة النظام الشمسي. وبعد هذه السحابة لا يَعود تأثير الشمس الفيزيائي أو الجذبي ملحوظاً، ولا تعود الشمس قادرة على السيطرة على الأجرام بجاذبيتها، فكثيراً ما تفلت مذنبات السحابة من جاذبية الشمس وتنطلق سابحة في الفضاء عبر الوسط البينجمي حتى يمسك بها نجم آخر.

## التموضع المجري

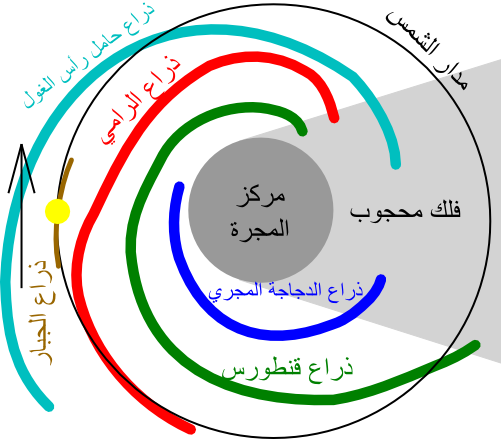
تموضع المجموعة الشمسية ضمن مجرة درب التبانة.

تقع المجموعة الشمسية في مجرة درب التبانة وهي مجرة حلزونية ضلعية يبلغ قطرها حوالي 100000 سنة ضوئية محتوية على حوالي 200 مليار نجم. تتموضع المجموعة الشمسية في ذراع حلزوني خارجي يدعى ذراع الجبار. تبعد الشمس ما بين 25000 إلى 28000 سنة ضوئية عن مركز المجرة، وتصل سرعتها ضمن المجرة إلى 220 كيلومتر في الثانية، وبذلك تكمل دورة واحدة في فترة تتراوح ما بين 225 إلى 250 مليون سنة. تعرف هذه الدورة للمجموعة الشمسية بالسنة المجرية.
يعرف الأوج الشمسي بأنه اتجاه مسار الشمس بين النجوم، وهو قريب من كوكبة الجاثي في الاتجاه الحالي للنجم النسر الواقع. يميل مستوي مسار الشمس للمجموعة الشمسية عن مستوى المجرة بحوالي 60 درجة.[f]
ساهم التموضع المجري للنظام الشمسي على وجود والمحافظة على الحياة في كوكب الأرض. فمدار المجموعة تقريبا دائري، ويدور تقريبا بنفس سرعة دوران الذراع الحلزوني (ذراع الجبار). مما يعني أنها من النادر أن تمر خلاله. وبما أن الذراع لا تحوي على أخطار كبيرة مثل مستعرات عظيمة فهذا يعطي الأرض فرصة أكبر للبقاء على قيد الحياة واستقرار لمدة طويلة بين النجوم. بالإضافة إلى أن الشمس تتموضع خارج المنطقة المزدحمة بالنجوم في مركز المجرة. فلو كانت الشمس متوضعة قرب تلك المنطقة لأثرت جاذبية النجوم على أجرام سحابة أورط والتي سترسل العديد من النيازك إلى المنطقة الداخلية للنظام الشمسي، مسببة اصطدامات نيزكية مع كوكب الأرض ذو نتائج كارثية. كما يمكن للإشعاعات الصادرة من مركز المجرة أن تؤثر على الحياة على الأرض. حتى في موقع الشمس الحالي فقد افترض العلماء أن انفجار مستعر أعظم قد أثر على الحياة في كوكب الأرض قبل 35000 سنة من خلال قذف النواة النجمية باتجاه الشمس على شكل حبيبات غبارية مشعة ونيازك كبيرة.

## جوار المجموعة الشمسية
يعرف الجوار الحالي للمجموعة الشمسية ضمن المجرة بالسحابة بين نجمية المحلية، توجد منطقة بسحابة كثيفة على خلاف المنطقة المنتشرة في جوارها تدعى الفقاعة المحلية، وهو تجويف يشبه الساعة الرملية في الوسط بين النجمي يبعد حوالي 300 سنة ضوئية. تغلب على الفقاعة درجة حرارة بلازما عالية ليفرض العلماء أن هذه الحرارة متولدة نتيجة العديد من المستعرات العظيمة حاليا.
توجد بعض النجوم القليلة المتوضعة حتى بعد يصل إلى 10 سنوات ضوئية عن الشمس. أقرب هذه النجوم هو نجم ثلاثي يدعى رجل القنطور الذي يبعد 4.4 سنة ضوئية عن الشمس ويكون رجل القنطور ج وهو قزم أحمر يبعد فقط 0.2 سنة ضوئية. ثاني اقرب نجم إلى الشمس هو قزم أحمر يدعى نجم برنارد أو نجم السهم يبعد 5.9 سنة ضوئية، يليه الذئب 359 مبتعدا 7.8 سنة ضوئية، من ثم لالاندا 21185 ويبعد 8.3 سنة ضوئية. أكبر نجم ضمن مجال 10 سنوات ضوئية هو الشعرى اليمانية وهو نجم لامع من النسق الأساسي يبعد 8.6 سنة ضوئية، يليه نجم ثنائي مؤلف من قزمين حمر يبعد 8.7 سنة ضوئية يدعى لويتن 735-8 ومن ثم القزم الأحمر روز 154 الث يعد 9.7 سنة ضوئية. أقرب نجم مشابه للشمس هو تاو قيطس الذي يبعد 11.9 سنة ضوئية عنا، تعادل كتلته 80% من كتلة الشمس، لكن فقط 60% من سطوعها. أما أقرب كوكب خارج المجموعة الشمسية معروف حتى الآن فهو كوكب يدور حول نجم إبسلون النهر وهو نجم باهت وأكثر حمرة من الشمس يبعد عنا حوالي 10.5 سنة ضوئية. وقد أكد وجود كوكب واحد يدعى إبسلون النهر ب وتبلغ كتلته 1.5 ضعف من كتلة المشتري ويدور حول نجمه كل 6.9 سنة.

## الأنظمة الشمسية الأخرى

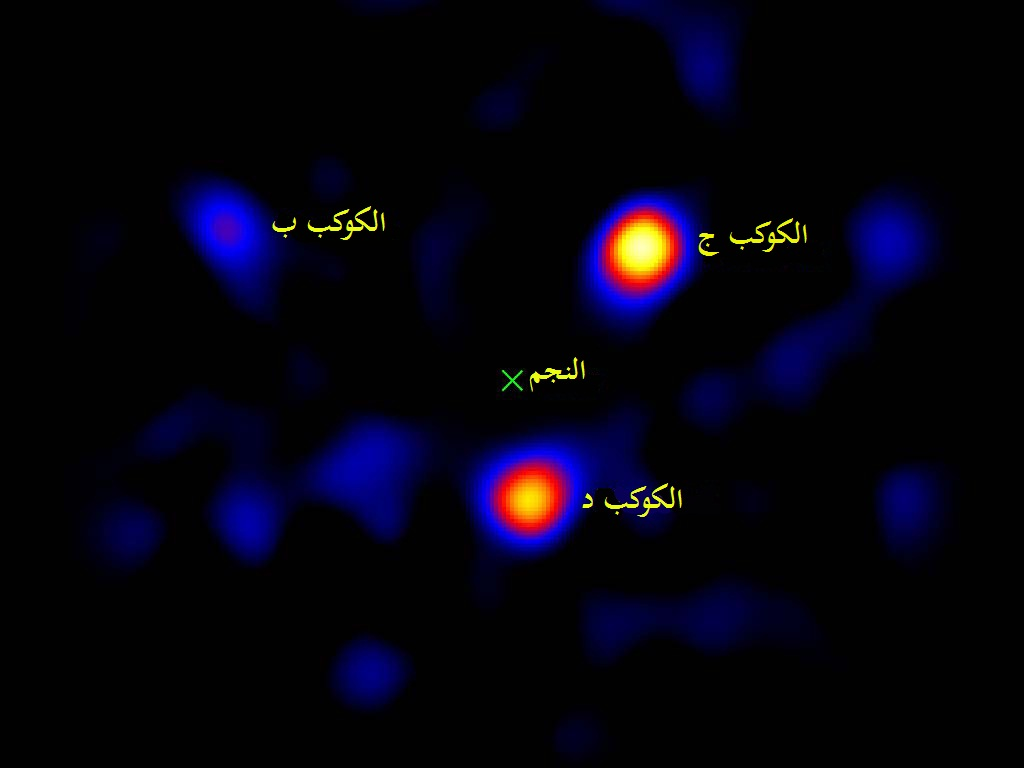
تُعتَبر هذه اللقطة المأخوذة بالأشعة تحت الحمراء واحدةً من أولى الصُور لكوكب خارج النظام الشمسي. ويظهرُ فيها الضوء المُنبعث من ثلاثة كواكب تدور حول أحد النُجوم على بُعد 120 سنة ضوئيَّة من الأرض. يقعُ نجم هذه الكواكب في وسط الصُورة حيثُ علامة X، ويُعرف باسم HR8799. التُقطت هذه الصُورة باستخدام جزء بسيط من مقراب (تلسكوپ) مرصد پالومار، يبلغ 1.5 أمتار (4.9 أقدام)، شمال مدينة سان دييغو بِولاية كاليفورنيا الأمريكيَّة.

تملك العديد من النجوم الأخرى سحباً حولها على شكل أقراص، تبدو على أنها أنظمة شمسية في مرحلة التكون. وكان تصوير أحد هذه الأقراص حول النسر الواقع عام 1983 هو أول دليل مباشر على وجود مثل هذه المواد حول أي نجم غير الشمس. وفي عام 1992، أحدث اكتشاف أول كوكب خارج النظام الشمسي في التاريخ مفاجأة للعديد من الفلكيين، خصوصاً أنه كان موجوداً حول نجم نباض، وبالرغم من هذا فقد كانت هناك العديد من الأجرام المرشحة لأن تكون كواكب قبل اكتشاف هذا الكوكب. وقد أثبت تتابع الاكتشافات بعد ذلك أن النظام الشمسي ليس مُميزاً كثيراً، وأن الأنظمة الشمسية شائعة في المجرة. لكن معظم هذه الكواكب كانت عمالقة غازية مثل المشتري وزحل، ومن ثم فلا يُمكن أن تحتوي حياة. وهذا مع أن بعضها يُمكن أن تحتوي أيضاً على كواكب أصغر مثل الأرض والمريخ. الهدف الرئيسي من هذه الأبحاث هو العثور على حياة أخرى، ولذلك فوكالات الفضاء تتابع إطلاق المشاريع من أجل العثور على الكواكب الصخرية الصغيرة القابلة لوجود الحياة عليها. كما يتم تحليل تركيب الأغلفة الجوية للكواكب لمعرفة ما إذا كانت تحتوي على مياه أو أكسجين، والأهم من ذلك هو وجود الكوكب في «المنطقة القابلة للحياة». في أواخر شهر سبتمبر/أيلول عام 2010، اُكتشف أول كوكب في التاريخ يقع في المنطقة القابلة للحياة (حيث تكون الحرارة معتدلة ومناسبة لظهور الحياة)، وهو أيضاً كوكب صخري شبيه بالأرض ويملك غلافاً جوياً، ويمكن أيضاً أن يحتوي على ماء سائل، وقد أطلق على هذا الكوكب الاسم الفهرسي غليزا 581 جي، هذا هو أول كوكب يكتشف يمكن أن يحوي حياة أخرى. اليوم وبعد كل المهمات التي أطلقت لاكتشاف الكواكب، أصبحنا نعرف ما يقارب مجموعه 500 كوكب خارج النظام الشمسي، وما زالت هناك مشاريع تعمل لاكتشاف المزيد مثل تلسكوب كبلر وغيره.

## مركبات فضائية تزور الكواكب
في عام 2016 فقد أرسلت ناسا عدة مركبات فضائية لزيارة جمع كواكب المجموعة الشمسية وتصويرها ودراسة مغناطيسيتها وطبيعتها عن قرب. تمت تلك البعثات منذ عام 1962 وحتى الآن. وقد استغرق بعضها مثل فوياجر 2 ونيوهورايزونز ما يزيد عن 10 سنوات للوصول إلى الكواكب البعيدة.
وقد لخصت مجلة «التايم» في عددها 3 لعام 2015 الصادر بتاريخ 20 يوليو بعثات المركبات الفضائية التي قامت بزيارة كواكب المجموعة الشمسية كما يلي:
- عطارد: أول وصول إلى عطارد في عام 1974 وهو يبعد عن الشمس 36 مليون ميل. كما أرسلت ناسا إليه «مارينر 10» في عام 1974 ووجد أن درجات الحرارة على عطارد تختلف بين - 297 فهرنهايت و + 369 فهرنهايت.
- الزهرة: في عام 1962، وتبعد الزهرة عن الشمس نحو 67 مليون ميل. وتشير القياسات التي قامت بها مركبة «فينوس أكسبريس أوربيتر» (2006) إلى أن كوكب الزهرة لا تزال عليه براكين نشطة.
- المريخ: كانت أول بعثة على المريخ في عام 1965، وهو يبعد عن الشمس نحو 142 مليون ميل. وفي عام 2004 وصلت إليه مركبتان متماثلتان سبيريت وأوبورتيونيتي وهبطتا عليه وقامتا بقياسات. وتشير قياساتهما إلى أن المريخ كان عليه الماء في مراحل تاريخية سابقة.
- المشتري: تمت أول بعثة إلى المشتري في عام 1973 وهو يبعد عن الشمس نحو 484 مليون ميل.

وصلت عليه المركبة الفضائية «غاليليو أوربيتر» في عام 1995 واستطاعت تصوير بعض الكويكبات تتساقط عليه.
- زحل: في عام 1979 وهو يبعد عن الشمس 888 مليون ميل. وبينت معلومات المركبة الفضائية فوياجر 1 أن له الآلاف من الحلقات الثلجية والصخرية تدور حوله.
- أورانوس: وصلت فوياجر 2 لأول مرة إليه في عام 1986، وهو يبعد عن الشمس 1.8 مليار ميل. وتشير قياسات المركبة الفضائية إلى احتمال وجود محيطات ذات ماء في حالة غليان.

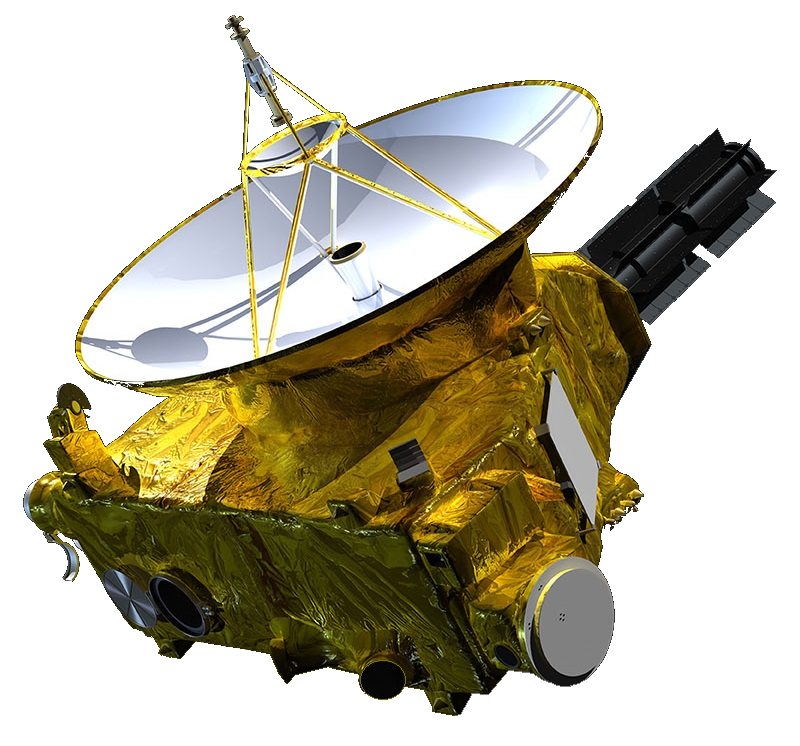
المركبة الفضائية نيو هورايزونز

- نبتون: وصلت إليه المركبة الفضائية فوياجر 2 في عام 1989 بعد ان مرت على أورانوس، ويبعد بلوتو عن الشمس نحو 2.8 مليار ميل. وجدت فوياجر 2 على نبتون عاصفة عظيمة مظلمة، تشتد فيها رياح بسرعة 1500 ميل في الساعة.
- بلوتو: وصلت إليه المركبة الفضائية نيو هورايزونز في عام 2015، وهو يبعد عن الشمس 3.7 مليار ميل. وقد استغرقت رحلة الوصول إليه 10 سنوات. وستكون «نيو هورايزونز» هي أول مركبة فضائية تقوم بتصويره ودراسة طبيعته والبيئة عليه.